# Województwo warmińsko-mazurskie
Województwo warmińsko-mazurskie – jednostka podziału administracyjnego Polski, jedno z 16 województw. Położone jest w północno-wschodniej części kraju. Siedzibą wojewody i władz samorządu województwa jest Olsztyn. Obejmuje obszar 24 173,47 km² (stan na 31 grudnia 2017) i liczy około 1,36 mln mieszkańców (30 czerwca 2023).

## Historia

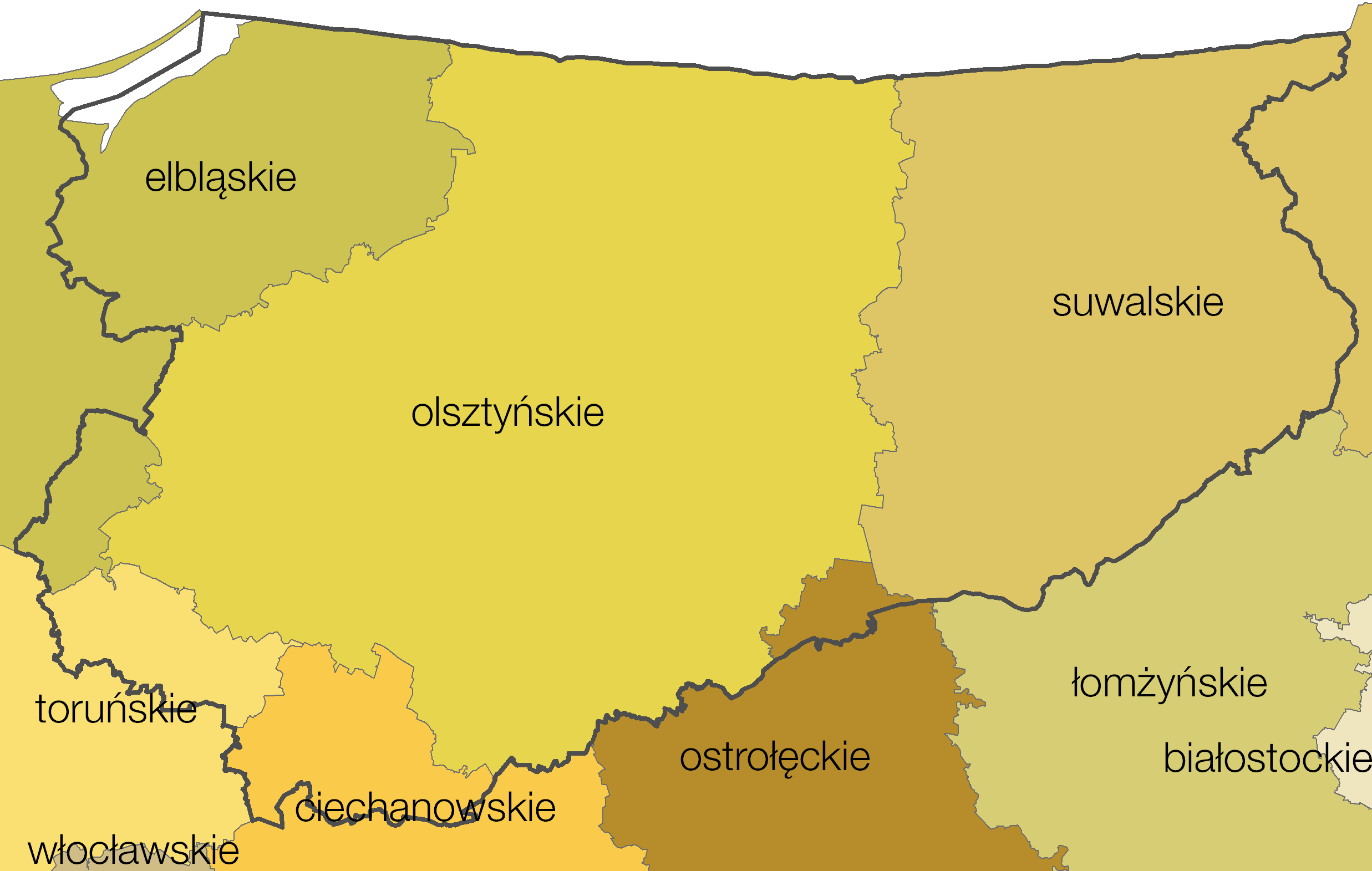
Województwa z lat 1975–1998 z granicą obecnego województwa warmińsko-mazurskiego

Województwo warmińsko-mazurskie powstało w 1999 r. w wyniku reformy podziału administracyjnego kraju i objęło tereny dawnego województwa: olsztyńskiego, większe części województw elbląskiego i suwalskiego oraz fragmenty toruńskiego, ciechanowskiego i ostrołęckiego.

## Geografia

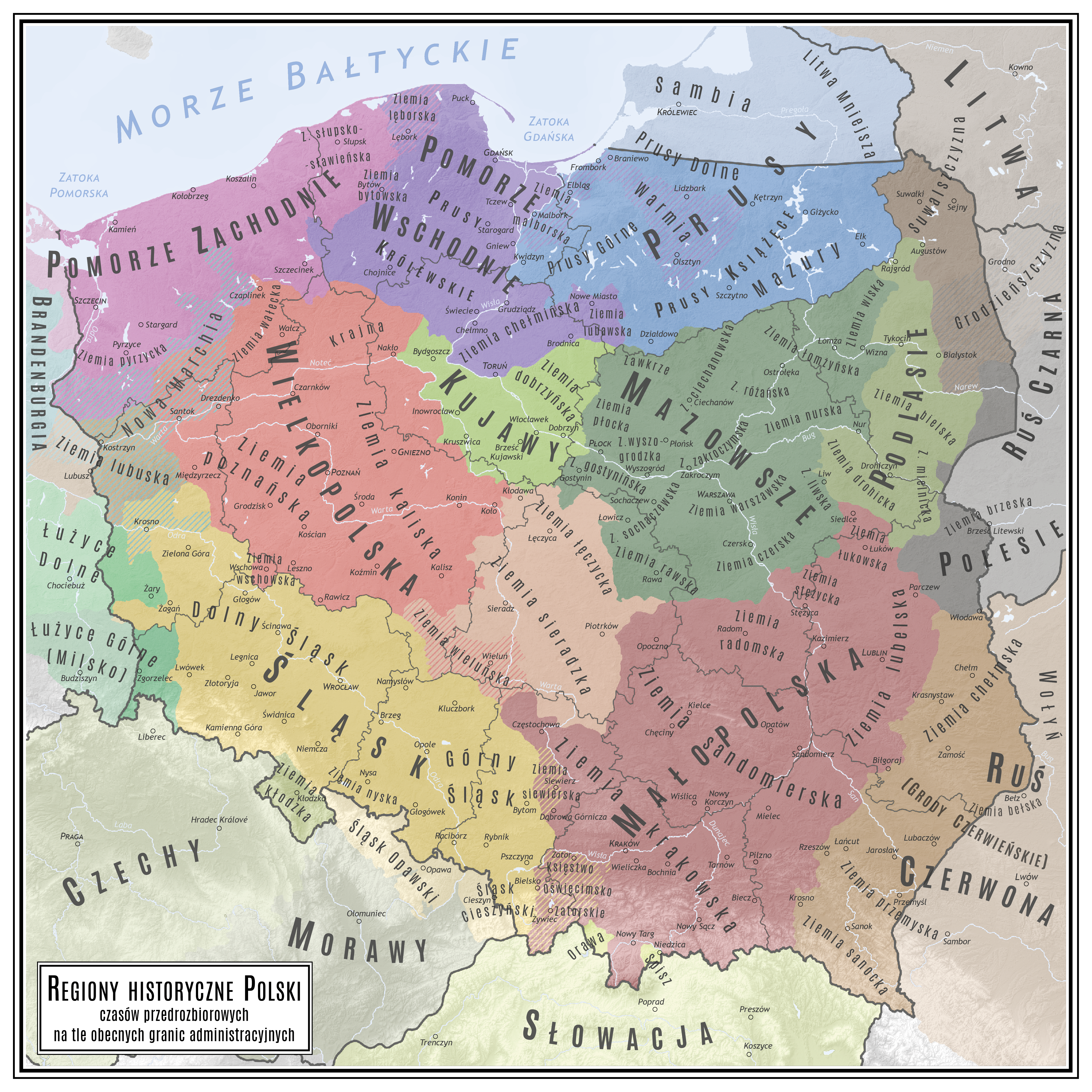
Krainy historyczne woj. warmińsko-mazurskiego i Polski na tle współczesnych granic administracyjnych

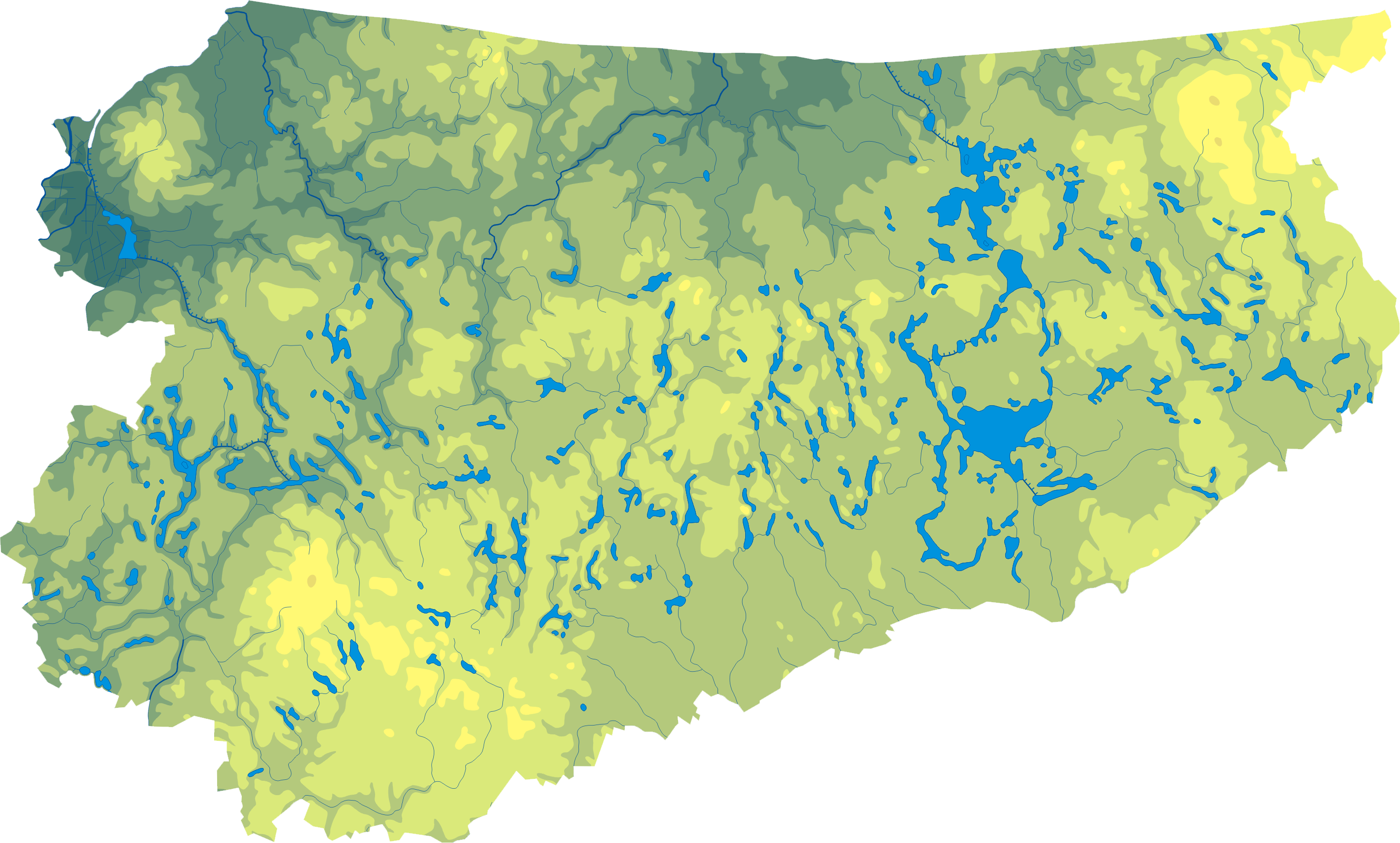
Mapa fizyczna województwa warmińsko-mazurskiego

Według danych z 2 stycznia 2014 r. powierzchnia województwa wynosiła 24 173,47 km², co stanowi 7,7% powierzchni Polski. Jest czwarte pod względem powierzchni spośród województw.

### Położenie administracyjne
Województwo jest położone w północno-wschodniej Polsce i graniczy z:
- Rosją (z obwodem królewieckim) na długości 208,3 km na północy
- Litwą (z okręgiem mariampolskim) na długości 0 km na północnym wschodzie

oraz z województwami:
- kujawsko-pomorskim na długości 125,8 km na południowym zachodzie
- mazowieckim na długości 210,9 km na południu
- podlaskim na długości 220,4 km na wschodzie
- pomorskim na długości 191,4 km na zachodzie

Natomiast od północnego zachodu styka się z Zalewem Wiślanym. Województwo graniczy w jednym punkcie z Litwą; jest to trójstyk Polski, Rosji i Litwy, a jednocześnie czwórstyk granic województwa warmińsko-mazurskiego i podlaskiego z Rosją i Litwą.

### Położenie historyczne
Województwo obejmuje należącą do Polski południową część krainy historycznej Prusy, która dzieli się na poszczególne mniejsze krainy – zarówno historyczne, jak i etnograficzne:
- Warmię
- Mazury
- Powiśle (tylko wschodnia część)
- Barcję (w większości, południowa część)
- Natangię (tylko południowa część)

Południowa i wschodnia granica województwa warmińsko-mazurskiego pokrywa się, w niemal większości miejsc, z dawnymi granicami Prus, a zatem Prus Książęcych i Prus Wschodnich.
Ponadto w granicach województwa znajdują się fragmenty innych regionów historyczno-etnograficznych, nienależących do Prus:
- Pomorze – ziemia chełmińska (południowo-zachodni skrawek) i ziemia lubawska (w większości, północno-wschodnia część)
- Mazowsze (południowe fragmenty)
- Suwalszczyzna (wschodnie i północno-wschodnie fragmenty)

### Topografia
W wymiarze północ-południe województwo rozciąga się na długości 146 km, to jest 1°18′44″. W wymiarze wschód-zachód rozpiętość województwa wynosi 240 km, co w mierze kątowej daje 3°39′28″.
Współrzędne geograficzne skrajnych punktów:
- północny: 54°27′11″ szer. geogr. N – przecięcie granicy państwowej z pn. brzegiem Zalewu Wiślanego na Mierzei Wiślanej na wsch. od słupka granicznego nr 2436 (powiat braniewski),
- południowy: 53°08′27″ szer. geogr. N – pd.-wsch. narożnik działki ewidencyjnej nr 3197 (powiat działdowski),
- zachodni: 19°07′39″ dług. geogr. E – zach. narożnik działki ewidencyjnej nr 81 (powiat iławski),
- wschodni: 22°47′07″ dług. geogr. E – wsch. narożnik działki ewidencyjnej nr 44 (powiat ełcki).

Ukształtowanie powierzchni ma charakter wybitnie nizinny. Najwyższym punktem jest wierzchołek Dylewskiej Góry – 312 m n.p.m. Natomiast najniższym punktem jest depresja w Raczkach Elbląskich – 1,8 m p.p.m.

### Stosunki wodne
Znaczna część województwa znajduje się na Pojezierzu Mazurskim. W jego skład wchodzą pojezierza: Olsztyńskie, Mrągowskie, Ełckie, Kraina Wielkich Jezior Mazurskich i Równina Mazurska. Województwo warmińsko-mazurskie nazywane jest „Krainą Tysiąca Jezior”. W rzeczywistości znajduje się w nim ponad 3000 jezior, w tym 2000 o powierzchni przekraczającej 1 ha. Największe z nich to: Śniardwy (109,7 km²) i Mamry (102,3 km²). Najdłuższe jezioro to Jeziorak (27 km długości, 32 km²) na Pojezierzu Iławskim. Najgłębsze jeziora to Wuksniki (67–68 m), Babięty Wielkie (65 m) i Piłakno (57 m). Większość zbiorników wodnych w regionie połączona jest systemem kanałów zbudowanych głównie w XIX w. Przykład stanowi Kanał Elbląski łączący jezioro Druzno z jeziorem Szeląg. Jego długość wynosi 83,3 km. Województwo leży w dorzeczu Wisły i rzek pobrzeża Bałtyku. Główne rzeki to Pasłęka, Łyna i Drwęca. Województwo leży nad Zalewem Wiślanym (na północnym zachodzie).

### Lasy
Według danych z 31 grudnia 2012 w woj. warmińsko-mazurskim lasy obejmowały powierzchnię 745,9 tys. ha, co stanowiło 30,9% jego powierzchni. Największym kompleksem leśnym jest Puszcza Piska zajmująca prawie 1000 km². Inne duże zespoły leśne to: Puszcza Borecka, Puszcza Nidzicka i część Rominckiej oraz lasy: Łańskie i Taborskie. Dominuje drzewostan iglasty, przeważnie sosna.

## Podział administracyjny
Województwo warmińsko-mazurskie podzielone jest na 19 powiatów i 2 miasta na prawach powiatu. W skład powiatów wchodzi 116 gmin: 16 miejskich, 34 miejsko-wiejskie i 66 wiejskich. Powierzchnia stan na 31 grudnia 2017 liczba ludności stan na 30 czerwca 2023. NUTS 2 PL62.
| Herb | Miasto na prawach powiatu | Populacja | Powierzchnia [km²] |
| ---- | ------------------------- | --------- | ------------------ |
|      | Olsztyn                   | 167,844   | 88,33              |
|      | Elbląg                    | 113,195   | 79,82              |

| Herb | Powiat              | Populacja | Powierzchnia [km²] |
| ---- | ------------------- | --------- | ------------------ |
|      | Powiat bartoszycki  | 52,919    | 1307,49            |
|      | Powiat braniewski   | 37,653    | 1201,65            |
|      | Powiat działdowski  | 61,719    | 953,93             |
|      | Powiat elbląski     | 54,379    | 1415,58            |
|      | Powiat ełcki        | 88,530    | 1112,79            |
|      | Powiat giżycki      | 53,834    | 1119,51            |
|      | Powiat gołdapski    | 25,015    | 772,29             |
|      | Powiat iławski      | 89,962    | 1385,22            |
|      | Powiat kętrzyński   | 57,445    | 1212,99            |
|      | Powiat lidzbarski   | 38,356    | 925,00             |
|      | Powiat mrągowski    | 47,686    | 1065,38            |
|      | Powiat nidzicki     | 30,546    | 960,64             |
|      | Powiat nowomiejski  | 43,822    | 693,93             |
|      | Powiat olecki       | 32,110    | 873,60             |
|      | Powiat olsztyński   | 129,698   | 2838,02            |
|      | Powiat ostródzki    | 99,433    | 1766,29            |
|      | Powiat piski        | 52,299    | 1774,58            |
|      | Powiat szczycieński | 66,720    | 1933,21            |
|      | Powiat węgorzewski  | 20,983    | 693,22             |

## Urbanizacja
W województwie warmińsko-mazurskim jest 50 miast, z czego największymi z nich są Olsztyn, Elbląg i Ełk. Olsztyn jest głównym ośrodkiem przemysłu spożywczego, oponiarskiego i drzewnego oraz turystyki. Podkreślone zostały siedziby powiatów a wytłuszczone miasta na prawach powiatu. Liczba ludności według danych z dnia 30 czerwca 2023, powierzchnia z 31 grudnia 2017. Wszystkie miasta województwa przynależą do krainy historycznej Prusy, lecz w ich obrębie wyodrębnia się kilka mniejszych krain. Przy niektórych miastach podano więcej niż jedną taką krainę historyczną, gdyż w niektórych przypadkach nie ma ściśle określonych granic lub (ze względu na rozbieżne kryteria) różne krainy obejmują te same tereny.

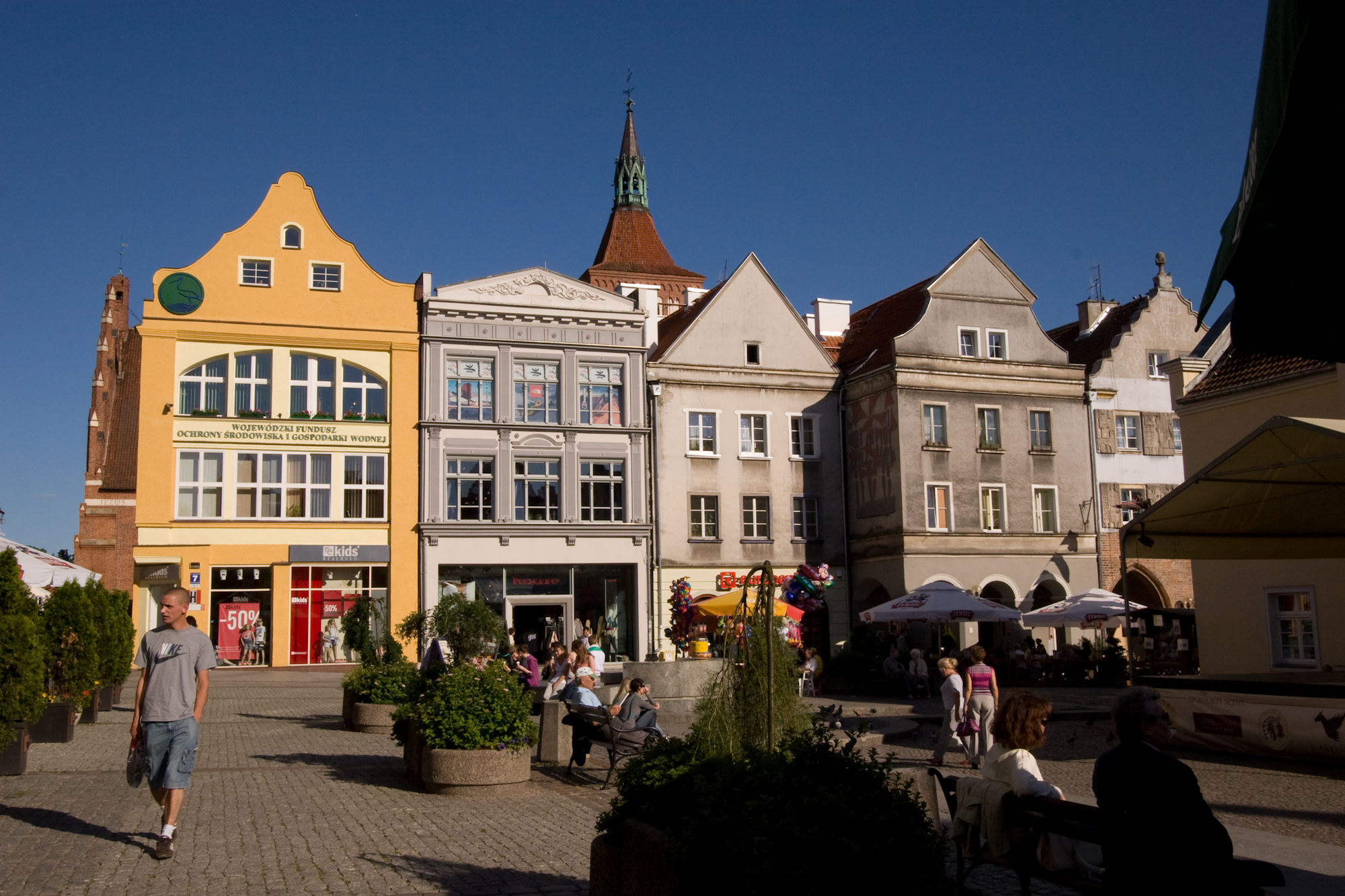
Olsztyn

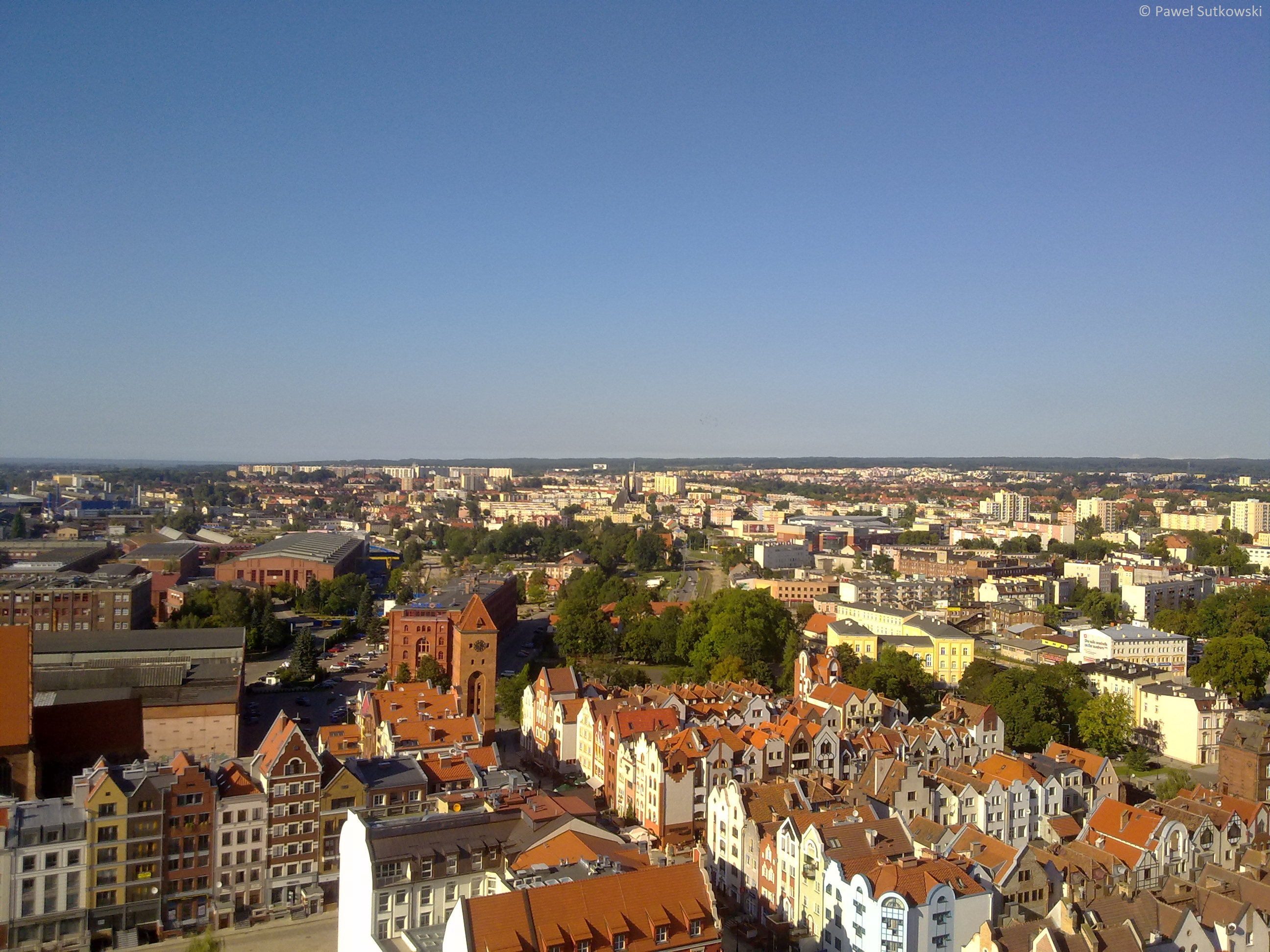
Elbląg

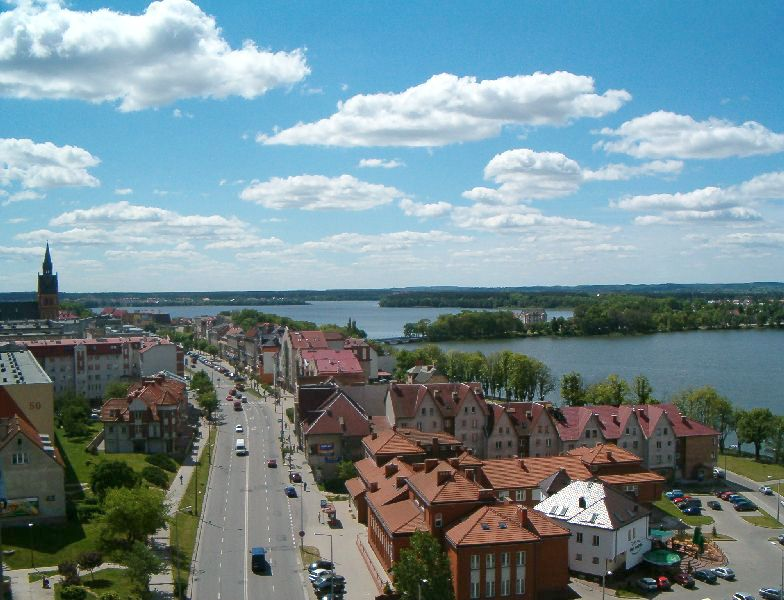
Ełk

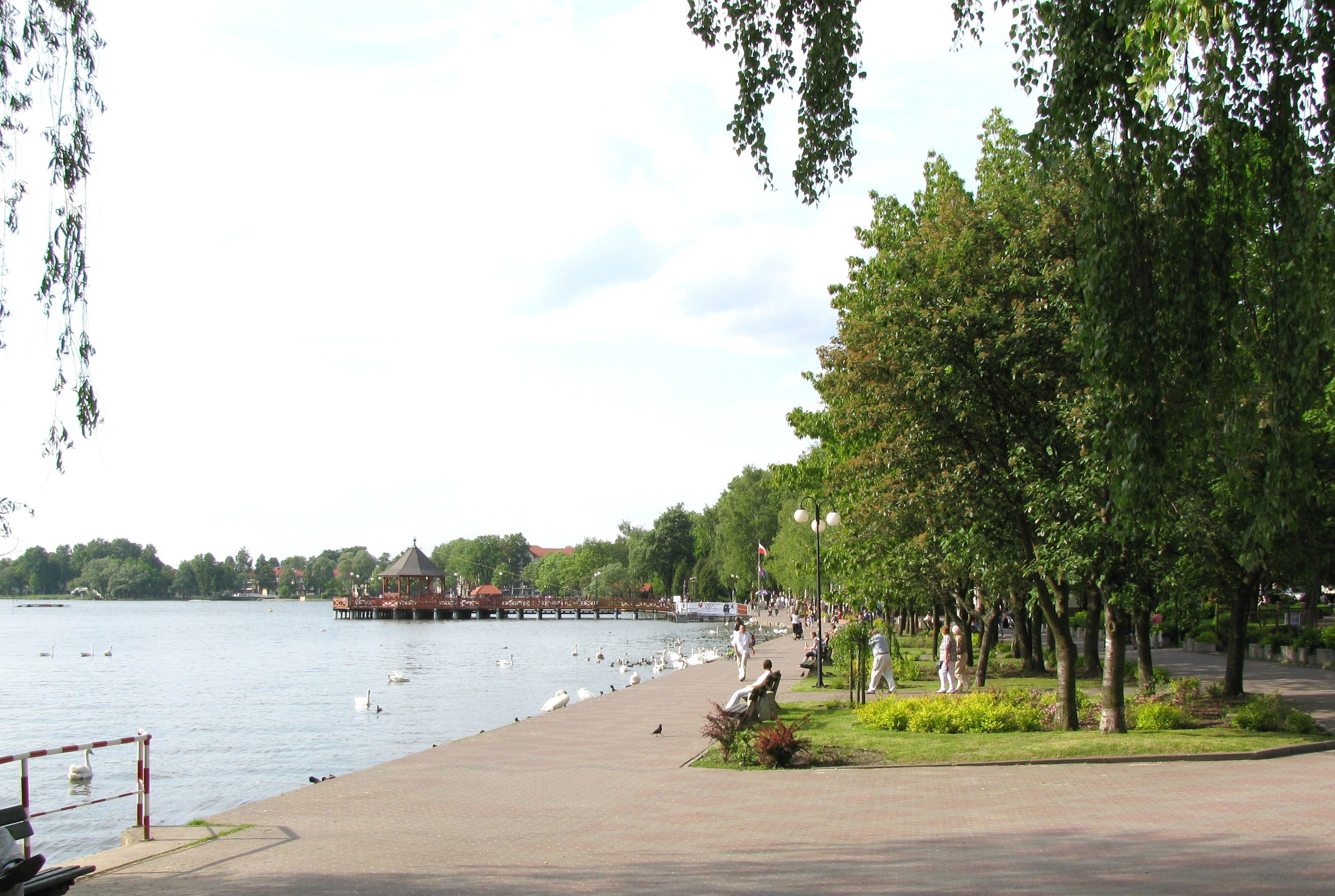
Ostróda

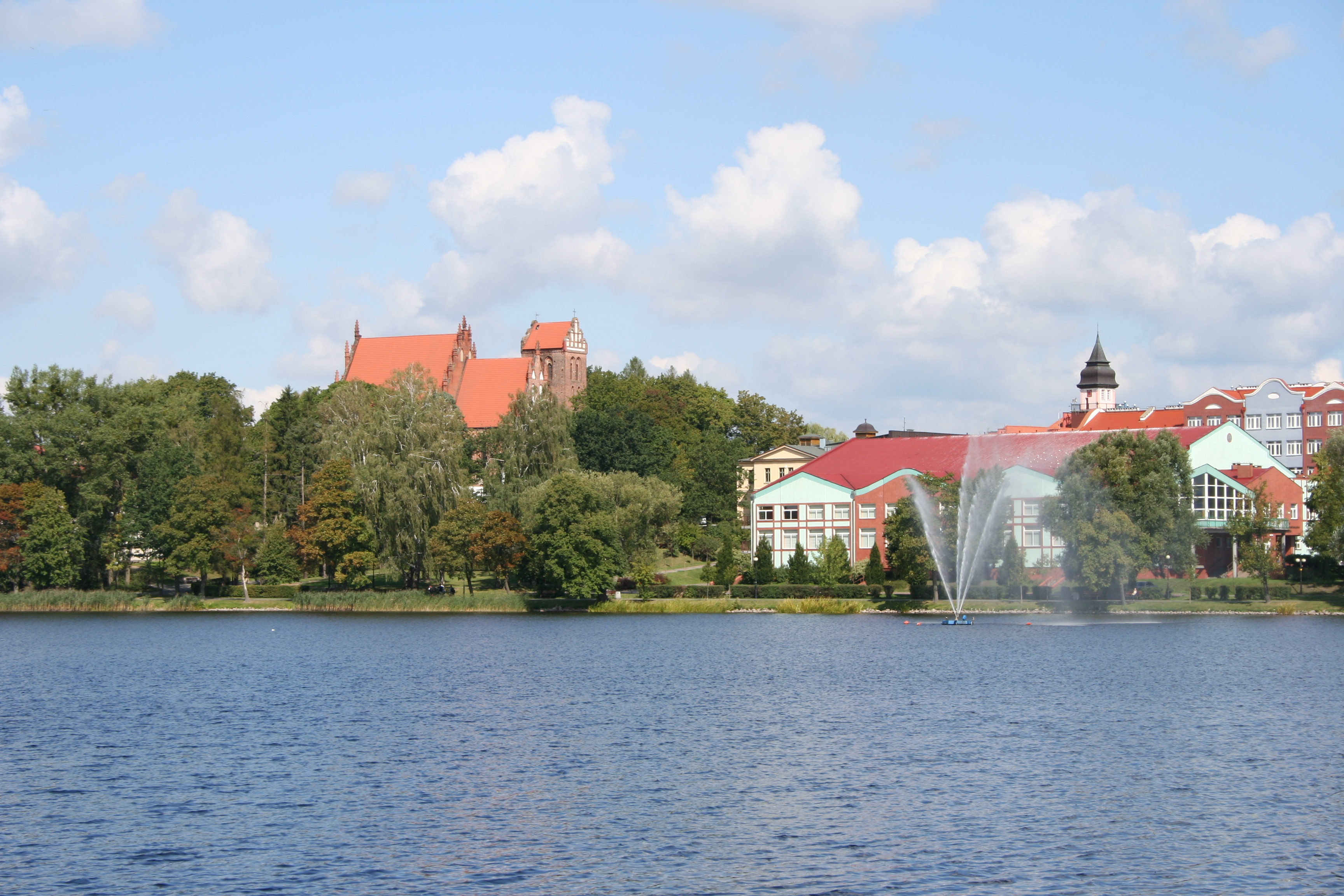
Iława

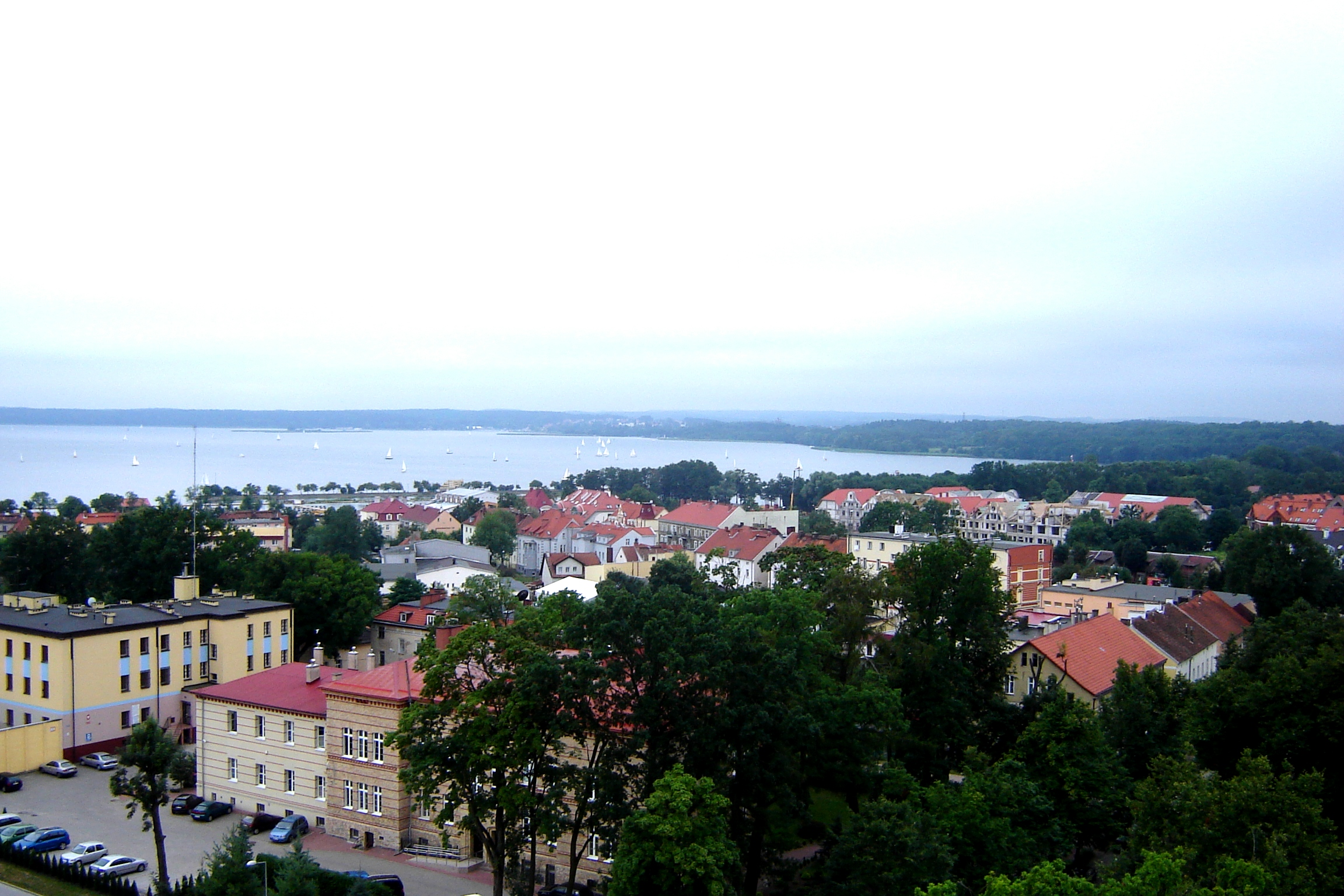
Giżycko

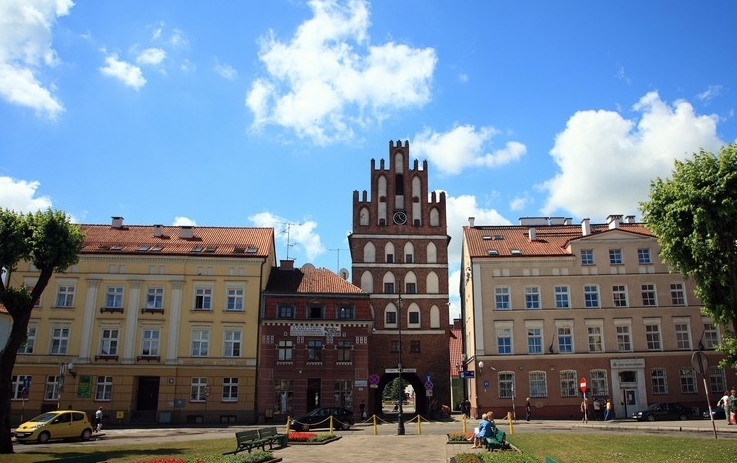
Bartoszyce

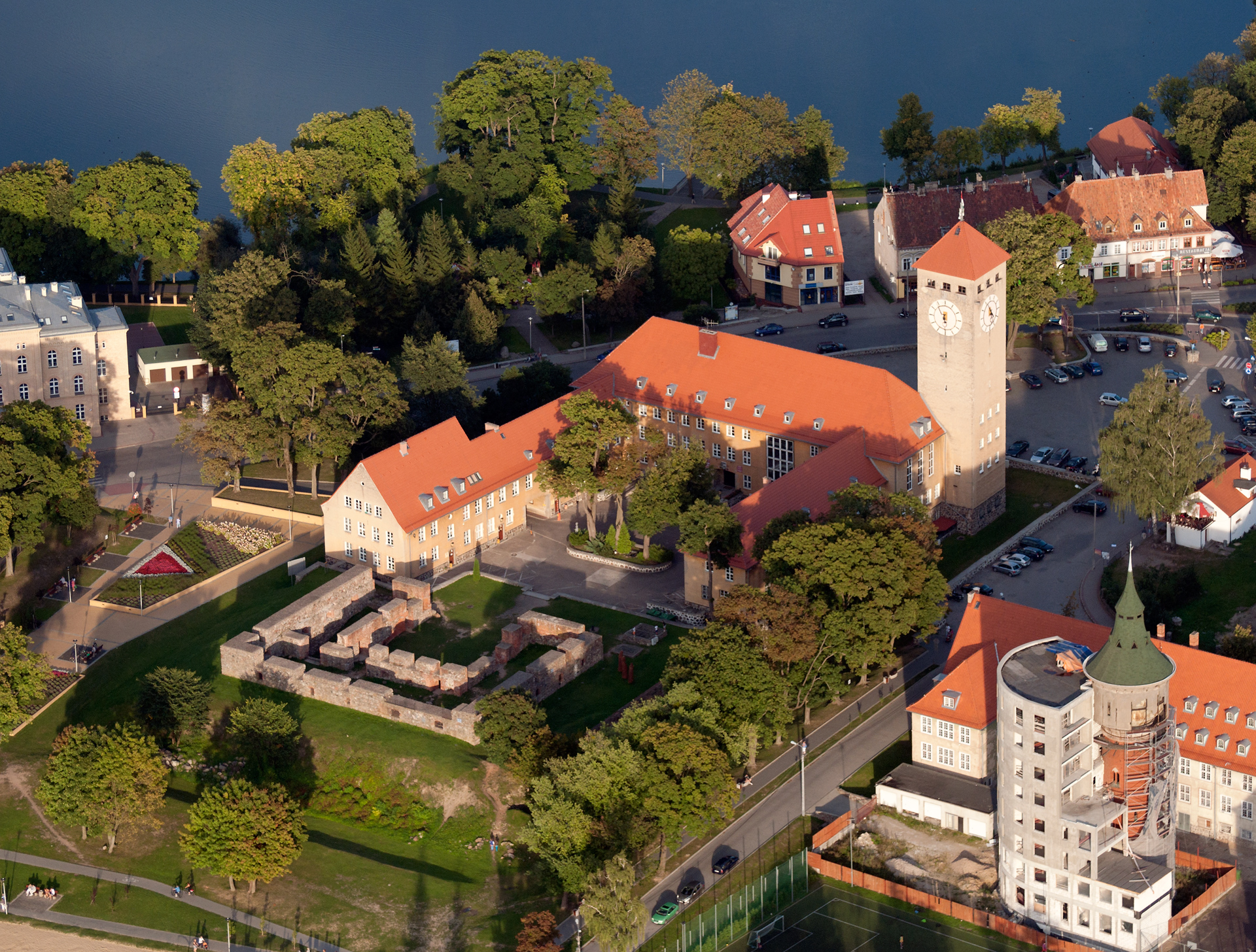
Szczytno

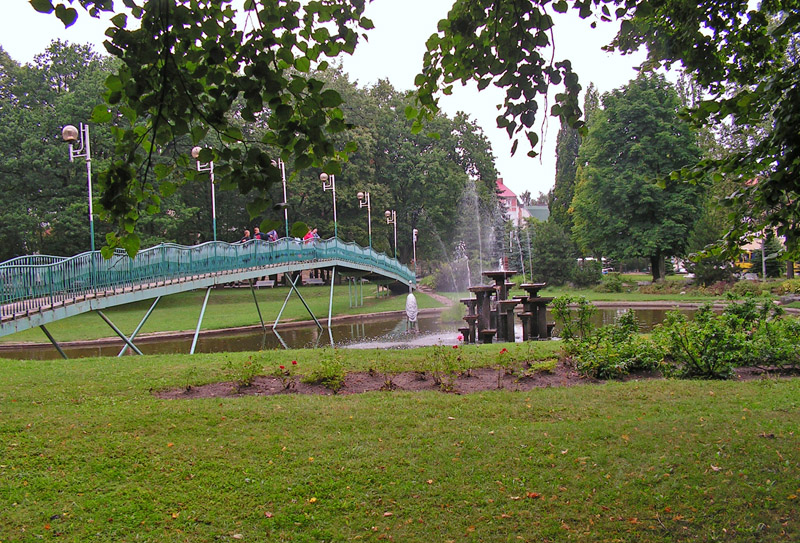
Gołdap

| Lp. | Miasto                | Powiat             | Ludność | Powierzchnia [km²] | Kraina historyczna/region kulturowy                |
| --- | --------------------- | ------------------ | ------- | ------------------ | -------------------------------------------------- |
| 1.  | Olsztyn               | na prawach powiatu | 167 844 | 88,33              | Galindia/Warmia biskupia                           |
| 2.  | Elbląg                | na prawach powiatu | 113 195 | 79,82              | Pogezania/Prusy Górne/Powiśle                      |
| 3.  | Ełk                   | ełcki              | 59 942  | 21,05              | Jaćwież/Mazury                                     |
| 4.  | Iława                 | iławski            | 32 245  | 21,88              | Pomezania/Prusy Górne/Powiśle                      |
| 5.  | Ostróda               | ostródzki          | 31 432  | 14,15              | Ziemia Sasinów/Prusy Górne/Mazury                  |
| 6.  | Giżycko               | giżycki            | 27 438  | 13,72              | Galindia/Mazury                                    |
| 7.  | Kętrzyn               | kętrzyński         | 25 296  | 10,35              | Barcja/Mazury                                      |
| 8.  | Szczytno              | szczycieński       | 21 797  | 10,62              | Galindia/Prusy Górne/Mazury                        |
| 9.  | Bartoszyce            | bartoszycki        | 21 497  | 11,79              | Barcja                                             |
| 10. | Mrągowo               | mrągowski          | 20 702  | 14,81              | Galindia/Mazury                                    |
| 11. | Działdowo             | działdowski        | 20 279  | 11,47              | Ziemia Sasinów/Prusy Górne/Mazury                  |
| 12. | Pisz                  | piski              | 17 754  | 10,08              | Galindia/Mazury                                    |
| 13. | Braniewo              | braniewski         | 16 173  | 12,41              | Warmia plemienna/Warmia biskupia                   |
| 14. | Olecko                | olecki             | 15 772  | 11,54              | Jaćwież/Mazury                                     |
| 15. | Lidzbark Warmiński    | lidzbarski         | 14 567  | 14,35              | Barcja i Warmia plemienna/Warmia biskupia          |
| 16. | Gołdap                | gołdapski          | 13 229  | 17,20              | Galindia i Nadrowia/Mazury i Mała Litwa            |
| 17. | Morąg                 | ostródzki          | 12 934  | 6,11               | Pogezania/Prusy Górne/Powiśle                      |
| 18. | Nidzica               | nidzicki           | 12 665  | 6,86               | Ziemia Sasinów/Prusy Górne/Mazury                  |
| 19. | Pasłęk                | elbląski           | 11 820  | 10,63              | Pogezania/Prusy Górne/Powiśle                      |
| 20. | Węgorzewo             | węgorzewski        | 10 612  | 10,88              | Galindia/Mazury                                    |
| 21. | Lubawa                | iławski            | 10 398  | 16,84              | Ziemia Sasinów/Ziemia chełmińska (Ziemia lubawska) |
| 22. | Nowe Miasto Lubawskie | nowomiejski        | 10 175  | 11,37              | Ziemia Sasinów/Ziemia chełmińska (Ziemia lubawska) |
| 23. | Biskupiec             | olsztyński         | 9 999   | 5,00               | Galindia/Warmia biskupia                           |
| 24. | Dobre Miasto          | olsztyński         | 9 320   | 4,86               | Pogezania/Warmia biskupia                          |
| 25. | Orneta                | lidzbarski         | 8 049   | 9,63               | Pogezania/Warmia biskupia                          |
| 26. | Barczewo              | olsztyński         | 7 396   | 4,58               | Galindia/Warmia biskupia                           |
| 27. | Lidzbark              | działdowski        | 7 256   | 5,68               | Ziemia Sasinów/Ziemia chełmińska (Ziemia lubawska) |
| 28. | Olsztynek             | olsztyński         | 7 199   | 7,69               | Ziemia Sasinów/Prusy Górne/Mazury                  |
| 29. | Orzysz                | piski              | 5 305   | 8,17               | Jaćwież/Mazury                                     |
| 30. | Susz                  | iławski            | 5 235   | 6,67               | Pomezania/Prusy Górne/Powiśle                      |
| 31. | Ruciane-Nida          | piski              | 4 094   | 17,07              | Galindia/Mazury                                    |
| 32. | Reszel                | kętrzyński         | 4 071   | 3,82               | Barcja/Warmia biskupia                             |
| 33. | Korsze                | kętrzyński         | 3 966   | 4,03               | Barcja/Prusy Dolne                                 |
| 34. | Biała Piska           | piski              | 3 705   | 3,24               | Galindia/Mazury                                    |
| 35. | Górowo Iławeckie      | bartoszycki        | 3 642   | 3,32               | Natangia/Prusy Dolne                               |
| 36. | Mikołajki             | mrągowski          | 3 388   | 9,32               | Galindia/Mazury                                    |
| 37. | Jeziorany             | olsztyński         | 2 990   | 3,41               | Barcja/Warmia biskupia                             |
| 38. | Wielbark              | szczycieński       | 2 974   | 1,84               | Ziemia Sasinów/Prusy Górne/Mazury                  |
| 39. | Ryn                   | giżycki            | 2 691   | 4,14               | Galindia/Mazury                                    |
| 40. | Pieniężno             | braniewski         | 2 427   | 3,81               | Warmia plemienna/Warmia biskupia                   |
| 41. | Miłomłyn              | ostródzki          | 2 419   | 12,38              | Pomezania/Prusy Górne/Powiśle                      |
| 42. | Miłakowo              | ostródzki          | 2 412   | 8,76               | Pogezania/Prusy Górne/Powiśle                      |
| 43. | Tolkmicko             | elbląski           | 2 397   | 2,29               | Pogezania i Warmia plemienna/Powiśle               |
| 44. | Pasym                 | szczycieński       | 2 375   | 15,18              | Galindia/Mazury                                    |
| 45. | Bisztynek             | bartoszycki        | 2 179   | 2,16               | Barcja/Warmia biskupia                             |
| 46. | Frombork              | braniewski         | 2 071   | 7,59               | Warmia plemienna/Warmia biskupia                   |
| 47. | Zalewo                | iławski            | 2 024   | 8,22               | Pomezania/Prusy Górne/Powiśle                      |
| 48. | Kisielice             | iławski            | 2 023   | 3,37               | Pomezania/Prusy Górne/Powiśle                      |
| 49. | Sępopol               | bartoszycki        | 1 880   | 4,63               | Barcja/Prusy Dolne                                 |
| 50. | Młynary               | elbląski           | 1 677   | 2,76               | Pogezania/Prusy Górne/Powiśle                      |

### Nazewnictwo miejscowości i regionów
W latach 1945–1950 Komisja Nazw Miejscowości i Obiektów Fizjograficznych ponownie nazwała niektóre miejscowości i obiekty fizjograficzne (rzeki, jeziora) na terenie przyznanej Polsce południowej części byłych Prus Wschodnich. Istniejące wcześniej w polskim piśmiennictwie lub lokalnej mowie nazwy przemianowano na nowe, wcześniej nieistniejące, związane m.in. z zasłużonymi dla regionu postaciami:
- Ządzbork – Mrągowo
- Lec lub Łuczany – Giżycko
- Rastembork – Kętrzyn
- Węgobork – Węgorzewo
- Dryfort – Srokowo
- Nibork – Nidzica
- Rudczane – Ruciane
- Jańsbork – Pisz
- Wartembork – Barczewo
- Zybork – Jeziorany
- Melzak – Pieniężno
- Braunsberga – Braniewo
- Pruski Holąd – Pasłęk
- Zełwałd – Zalewo
- Margrabowa – Olecko
- Barsztyn – Bartoszyce
- Barty – Barciany
- Lecbark – Lidzbark Warmiński
- Ostród – Ostróda

## Demografia
Dane z 30 czerwca 2023:
| Opis                              | Ogółem        | Ogółem        | Kobiety       | Kobiety       | Mężczyźni     | Mężczyźni     |
| --------------------------------- | ------------- | ------------- | ------------- | ------------- | ------------- | ------------- |
| jednostka                         | osób          | %             | osób          | %             | osób          | %             |
| populacja                         | 1 362 433     | 100           | 697 437       | 51            | 664 994       | 49            |
| powierzchnia                      | 24 173,17 km² | 24 173,17 km² | 24 173,17 km² | 24 173,17 km² | 24 173,17 km² | 24 173,17 km² |
| gęstość zaludnienia [mieszk./km²] | 56            | 56            | 29            | 29            | 27            | 27            |

Według danych z 30 czerwca 2023 r. województwo miało 1 362 433 mieszkańców, co stanowiło 3,61% ludności Polski. Średnia gęstość zaludnienia jest jedną z najniższych w kraju i wynosi 56 osób na km² (śr. gęstość zaludnienia w Polsce – 123 os./km²), a na obszarach wiejskich wynosi około 25 osób na km².
Województwo jest jednym z bardziej zróżnicowanych etnicznie regionem współczesnej Polski. Wśród mniejszości narodowych i etnicznych wyróżnić można: Ukraińców (11 881 osób, według spisu z 2002 r.), Niemców (4 311 osób, według spisu z 2002 r.), Mazurów (ok. 15 000), Warmiaków (ok. 4 000), Białorusinów (5 000 – 3 000), Romów (1 000), Litwinów (300 – 400), Tatarów, Rosjan i in.
|                                | Liczba    | Udział |
| ------------------------------ | --------- | ------ |
| Polacy (Bez innych deklaracji) | 1,354,434 | 97,98% |
| Inna niż polska                | 27,798    | 2,01%  |
| Ukraińcy                       | 9,556     | 0,69%  |
| Niemcy                         | 4,717     | 0,34%  |
| Anglicy                        | 2,412     | 0,17%  |
| Białorusini                    | 1,331     | 0,10%  |
| Amerykanie                     | 757       | 0,05%  |
| Mazurzy                        | 639       | 0,05%  |
| Włosi                          | 599       | 0,04%  |
| Rosjanie                       | 585       | 0,04%  |
| Romowie                        | 419       | 0.03%  |
| Litwini                        | 418       | 0,03%  |
| Irlanczycy                     | 416       | 0,03%  |
| Żydzi                          | 371       | 0,03%  |
| Szwedzi                        | 353       | 0,03%  |
| Pozostali                      | 5,225     | 0,37%  |
| Ludność Ogółem                 | 1,382,232 | 100%   |

- Piramida wieku mieszkańców woj. warmińsko-mazurskiego w 2014 roku.

|  |

## Cudzoziemcy
| Kraj pochodzenia | liczba |
| ---------------- | ------ |
| Ukraina          | 6 621  |
| Białoruś         | 1 361  |
| Bangladesz       | 956    |
| Gruzja           | 364    |
| Pozostałe        | 2 732  |
| Łącznie          | 12 034 |

## Administracja i polityka

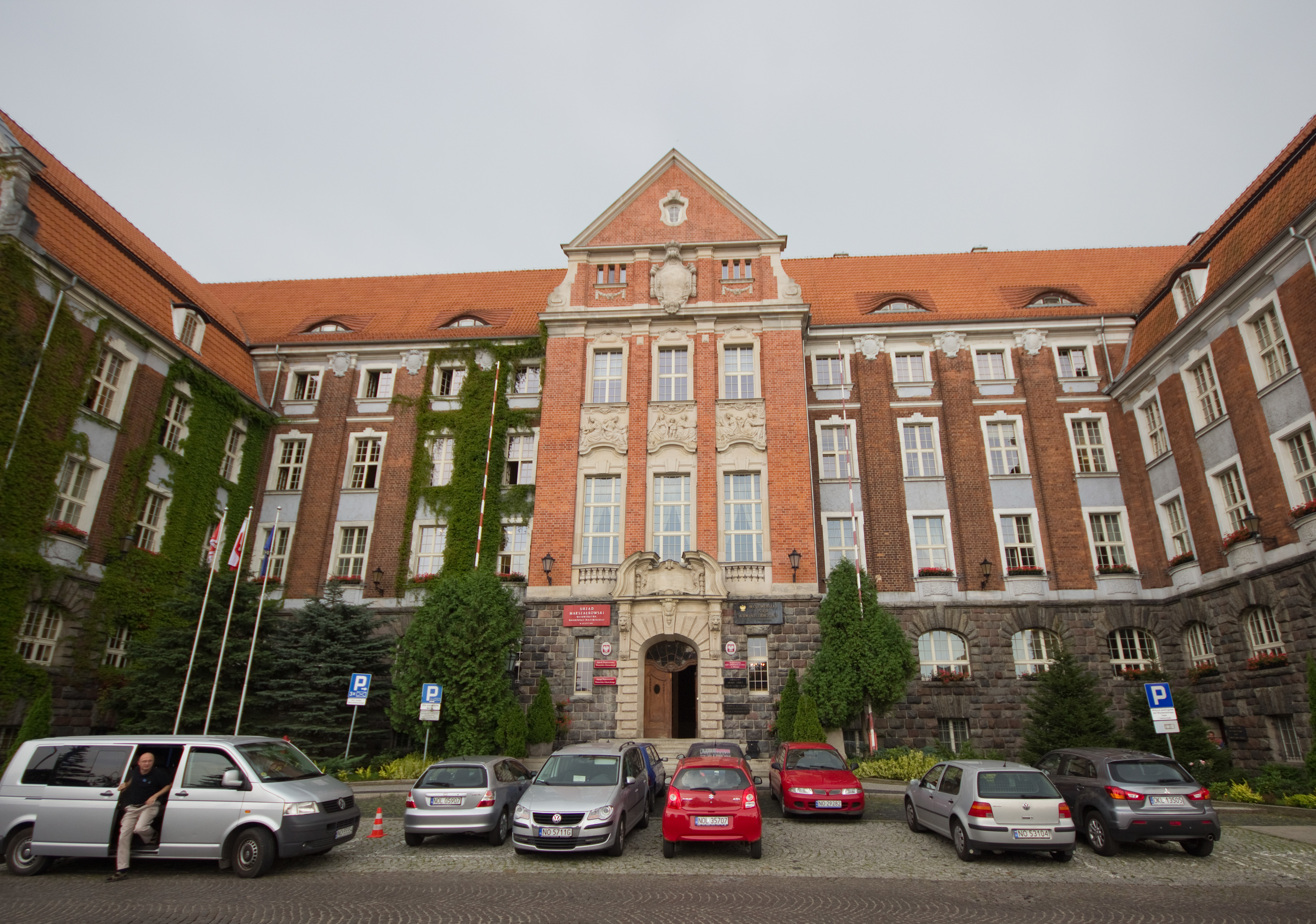
Budynek Rejencji w Olsztynie, Siedziba Urzędu Marszałkowskiego

### Samorząd wojewódzki
Organem stanowiącym i kontrolnym jest Sejmik Województwa Warmińsko-Mazurskiego, składający się z 30 radnych. Siedzibą sejmiku województwa jest Olsztyn.
Sejmik wybiera organ wykonawczy województwa, którym jest zarząd województwa, składający się z 5 członków z przewodniczącym mu marszałkiem. Zarząd Województwa Warmińsko-Mazurskiego tworzą następujące osoby: Marcin Kuchciński (marszałek), Katarzyna Sobiech (wicemarszałek), Sylwia Jaskulska (wicemarszałek), Maria Bąkowska oraz Robert Turlej.
| Lp. | Imię nazwisko        | Okres urzędowania |
| --- | -------------------- | ----------------- |
| 1   | Jerzy Szmit          | 1999              |
| 2   | Andrzej Ryński       | od 1999 do 2006   |
| 3   | Jacek Protas         | od 2006 do 2014   |
| 4   | Gustaw Marek Brzezin | od 2014 do 2023   |
| 5   | Marcin Kuchciński    | od 2023           |

### Administracja rządowa

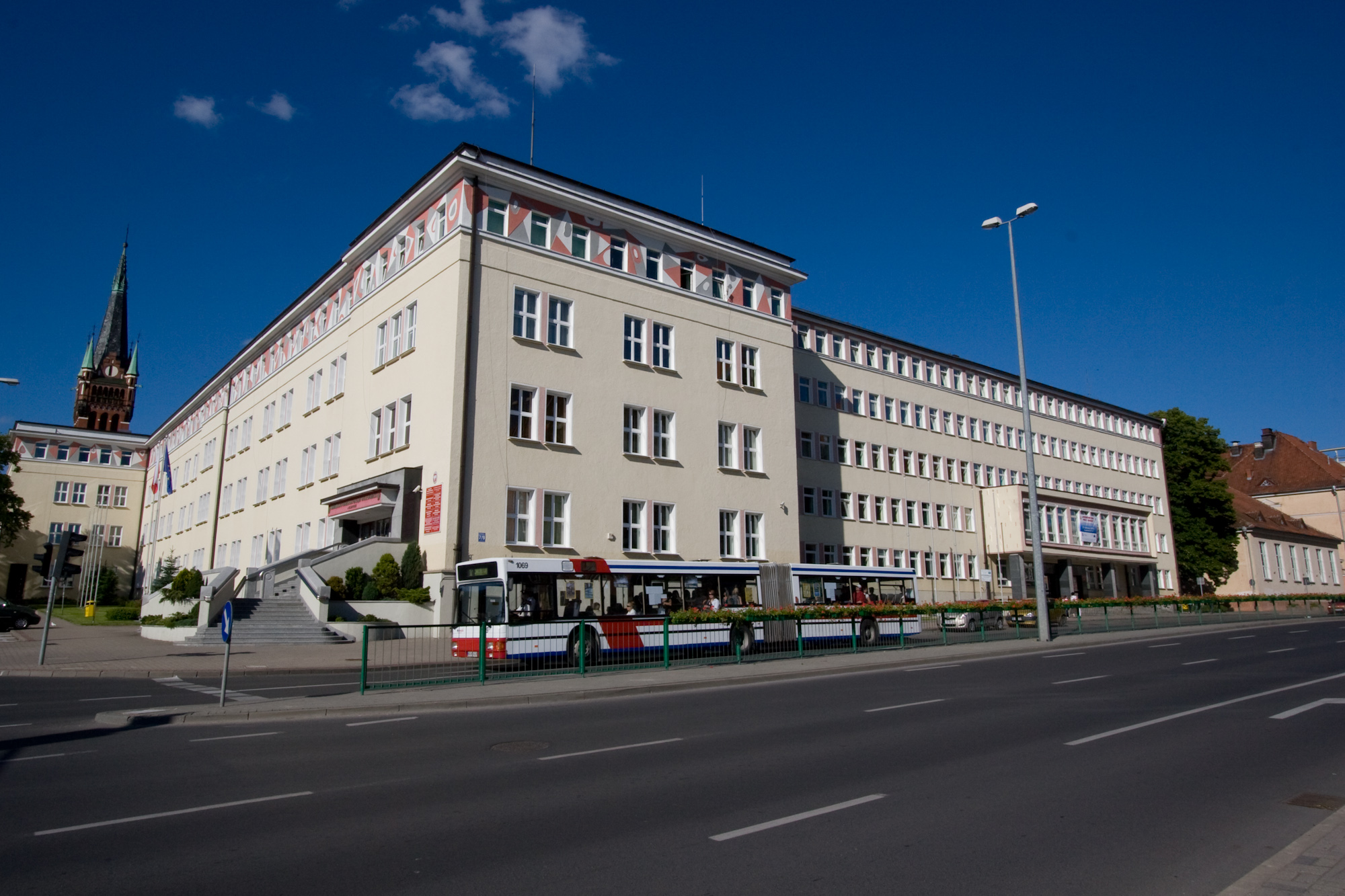
Warmińsko-Mazurski Urząd Wojewódzki w Olsztynie

Organem administracji rządowej jest Wojewoda Warmińsko-Mazurski, wyznaczany przez Prezesa Rady Ministrów. Siedzibą wojewody jest Olsztyn przy alei Marszałka J. Piłsudskiego 7/9, gdzie znajduje się Warmińsko-Mazurski Urząd Wojewódzki w Olsztynie. W ramach urzędu działają także 2 delegatury: w Elblągu i Ełku. Obecnie funkcję wojewody pełni Radosław Król, a wicewojewodami są Mateusz Szauer i Zbigniew Szczypiński.
| Lp. | Imię nazwisko             | Okres urzędowania                       |
| --- | ------------------------- | --------------------------------------- |
| 1   | Zbigniew Babalski         | od 1999 do 2001                         |
| 2   | Stanisław Lech Szatkowski | od 2001 do 2005                         |
| 3   | Adam Supeł                | od 17 stycznia 2005 do 17 stycznia 2007 |
| –   | Anna Szyszka (p.o.)       | od 18 stycznia do 1 kwietnia 2007       |
| 4   | Anna Szyszka              | od 2 kwietnia do 29 listopada 2007      |
| 5   | Marian Podziewski         | od 29 listopada 2007 do 8 grudnia 2015  |
| 6   | Artur Chojecki            | od 8 grudnia 2015 do 2 listopada 2023   |
| 7   | Radosław Król             | od 20 grudnia 2023                      |

## Ochrona przyrody
Łącznie obszary chronione zajmują obszar 1126155,3 ha co stanowi 46,6% województwa.
W regionie znajduje się 8 parków krajobrazowych:
| Park Krajobrazowy                                    | Rok powstania | Powierzchnia na terenie województwa |
| ---------------------------------------------------- | ------------- | ----------------------------------- |
| Brodnicki Park Krajobrazowy (częściowo)              | 1985          | 4 336 ha                            |
| Górznieńsko-Lidzbarski Park Krajobrazowy (częściowo) | 1990          | 8 588 ha                            |
| Mazurski Park Krajobrazowy                           | 1977          | 53 655 ha                           |
| Park Krajobrazowy Pojezierza Iławskiego (częściowo)  | 1993          | 22 405 ha                           |
| Park Krajobrazowy Puszczy Rominckiej                 | 1998          | 14 620 ha                           |
| Park Krajobrazowy Wzgórz Dylewskich                  | 1994          | 7 151 ha                            |
| Park Krajobrazowy Wysoczyzny Elbląskiej              | 1985          | 13 732 ha                           |
| Welski Park Krajobrazowy                             | 1995          | 20 444 ha                           |

Według stanu na 2012 r. w województwie było 110 rezerwatów przyrody.
W granicach województwa wyznaczonych jest 71 obszarów chronionego krajobrazu, gdzie ochroną objęto 956 286 ha.
W 2010 r. na obszarze województwa znajdowało się 2576 pomników przyrody. Wśród nich najliczniejszą grupę stanowiły pojedyncze drzewa (2155), grupy drzew (210), głazy narzutowe (108), aleje przydrożne (66) i 37 innych obiektów.
W 2010 r. na obszarze województwa wyznaczono 14 obszarów specjalnej ochrony ptaków oraz 41 obszary mające znaczenie dla Wspólnoty. Większość obszarów Natura 2000 znajduje się na terenach już chronionych jako parki krajobrazowe i obszary chronionego krajobrazu.

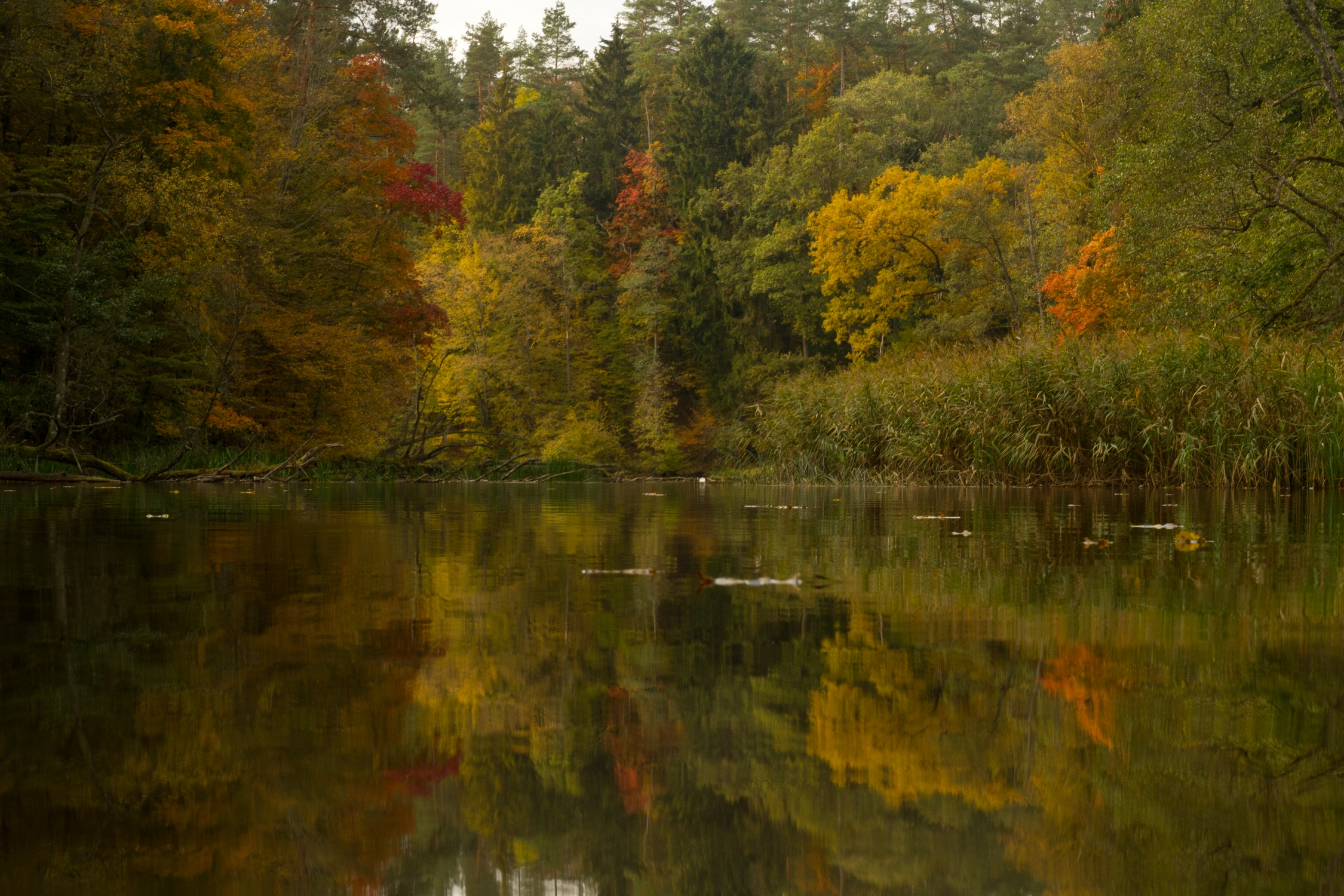
Puszcza Piska

W 2010 r. na terenie regionu znajdowało się 297 użytków ekologicznych, zajmujących powierzchnię 4855 ha, 18 zespołów przyrodniczo-krajobrazowych o powierzchni 21388 ha oraz jedno stanowisko dokumentacyjne Losy chroniące wyrobisko kredy jeziornej o pow. 2 ha.
Główne obszary leśne w województwie:
- Puszcza Borecka
- Puszcza Napiwodzko-Ramucka
- Puszcza Nidzicka
- Puszcza Piska
- Lasy Iławskie
- Puszcza Romincka

## Kultura

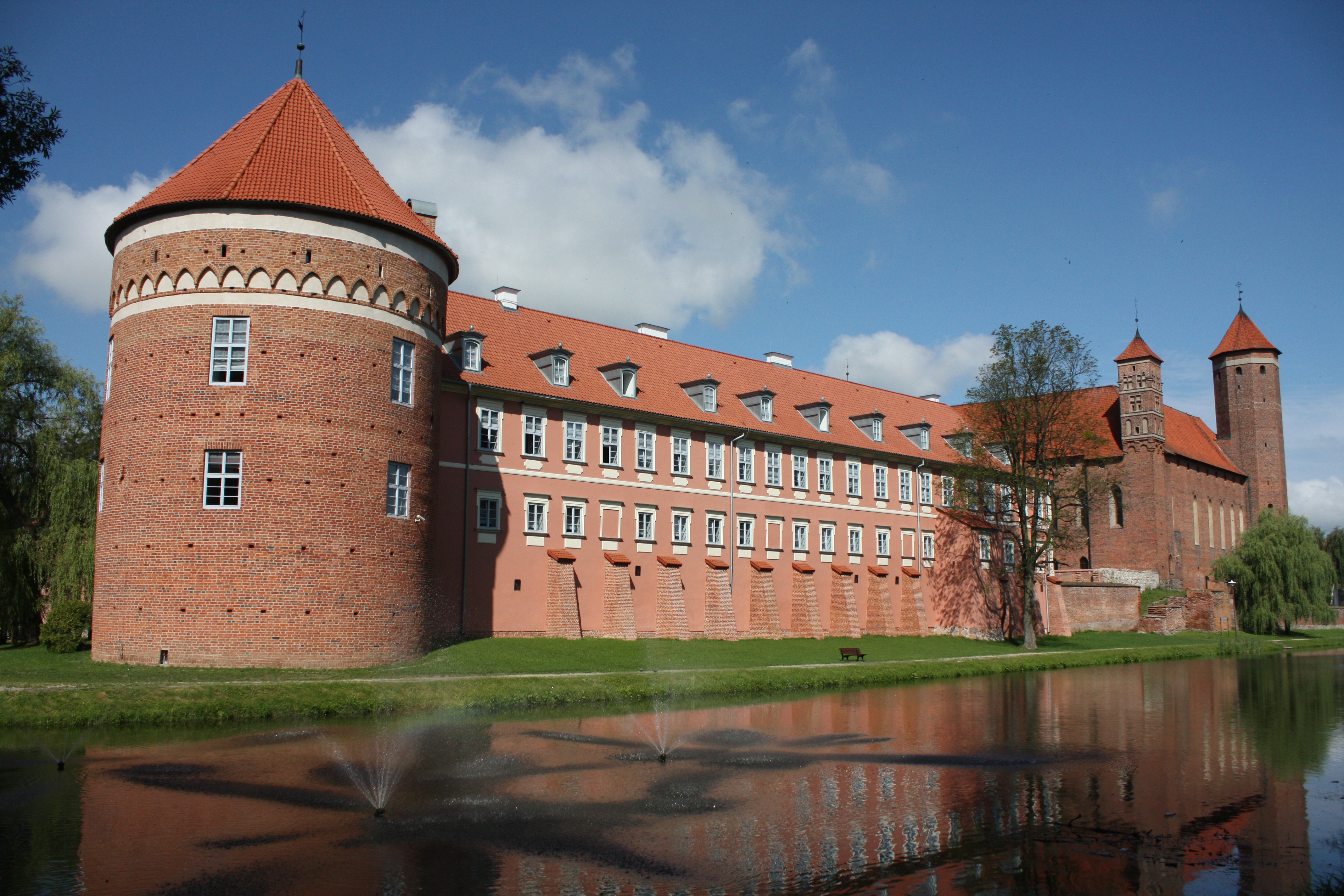
Zamek biskupów warmińskich w Lidzbarku Warmińskim, obecnie oddział Muzeum Warmii i Mazur

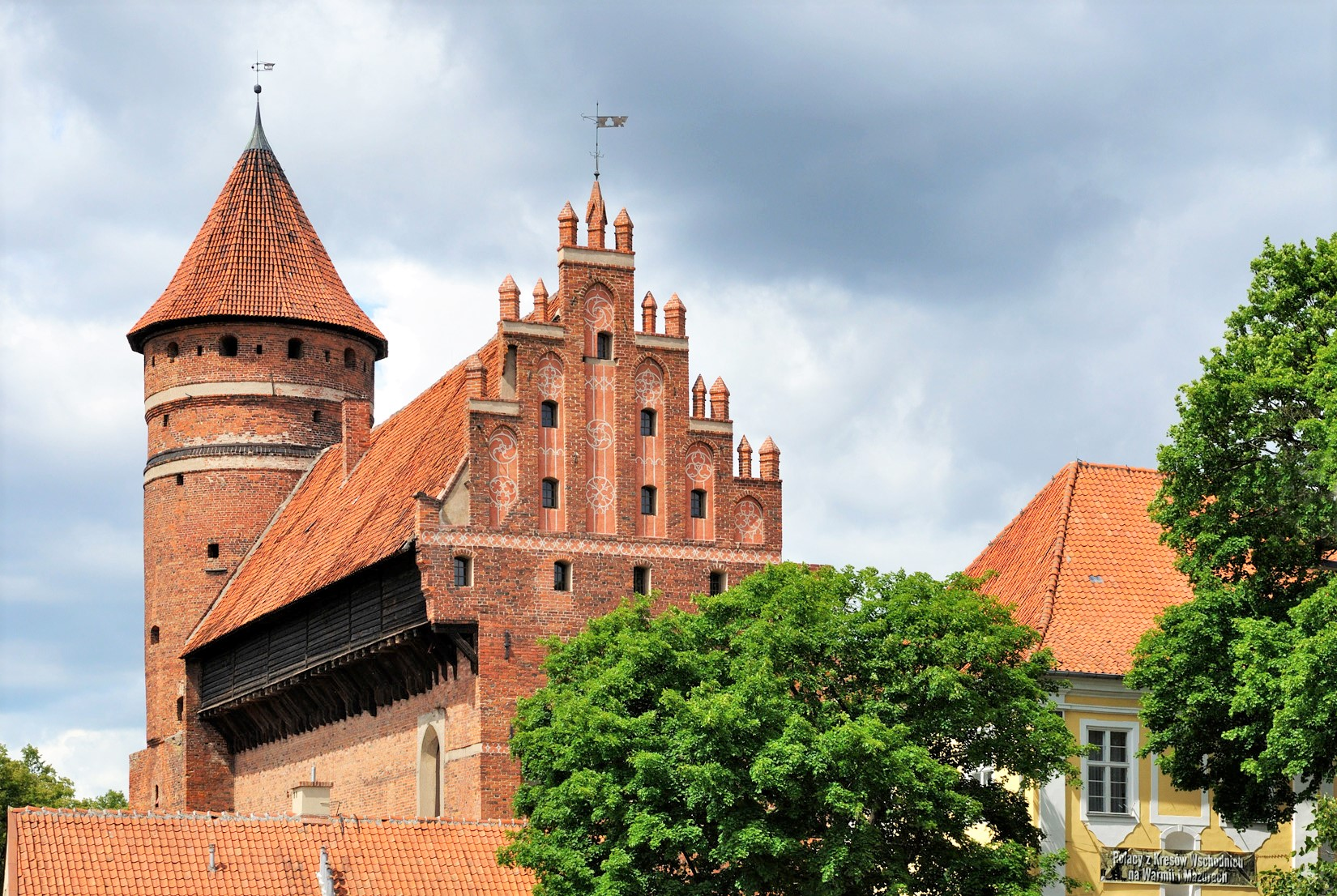
Zamek Kapituły Warmińskiej w Olsztynie, obecnie Muzeum Warmii i Mazur

### Instytucje kultury samorządu województwa
- Centrum Edukacji i Inicjatyw Kulturalnych w Olsztynie
- Centrum Spotkań Europejskich Światowid w Elblągu
- Centrum Polsko-Francuskie Côtes d’Armor Warmia i Mazury w Olsztynie
- Muzeum Budownictwa Ludowego Park Etnograficzny w Olsztynku
- Muzeum Kultury Ludowej w Węgorzewie
- Muzeum Mikołaja Kopernika we Fromborku
- Muzeum Warmii i Mazur w Olsztynie
- Muzeum Bitwy pod Grunwaldem w Stębarku
- Teatr im. Aleksandra Sewruka w Elblągu
- Teatr im. Stefana Jaracza w Olsztynie
- Warmińsko-Mazurska Filharmonia im. Feliksa Nowowiejskiego w Olsztynie
- Wojewódzka Biblioteka Publiczna im. Emilii Sukertowej-Biedrawiny w Olsztynie

### Media
- Gazeta Olsztyńska
- Kurier Olsztyński
- Telewizja Polska Olsztyn
- Polskie Radio Olsztyn
- Radio Zet Gold Olsztyn (byłe Radio WaMa i Planeta Olsztyn)
- Radio 5
- Radio UWM FM

## Nauka i oświata

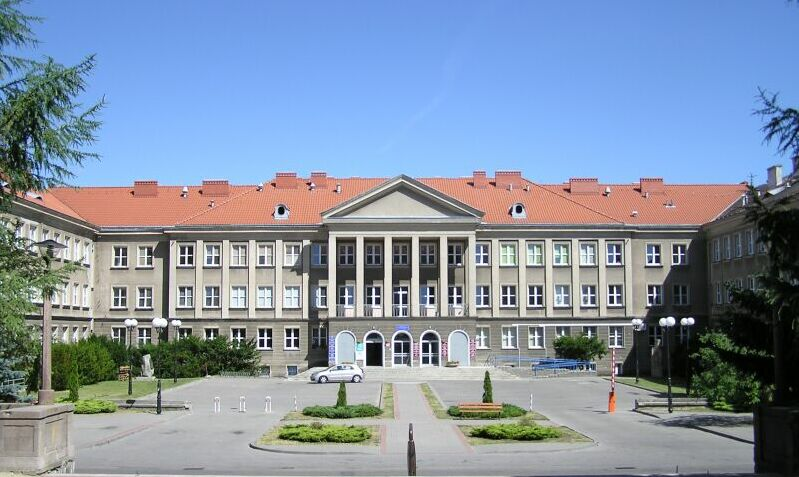
Uniwersytet Warmińsko-Mazurski w Olsztynie

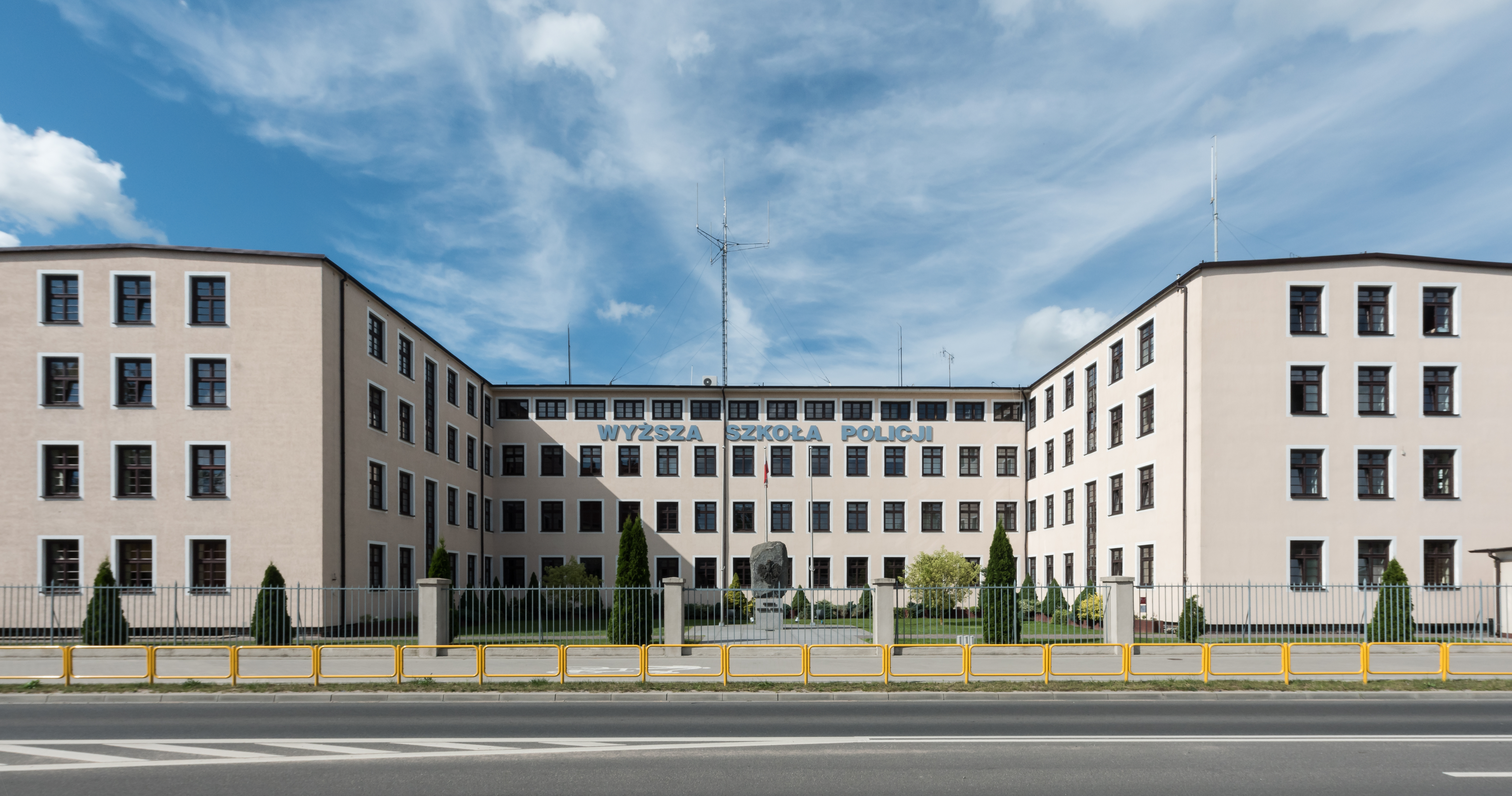
Akademia Policji w Szczytnie

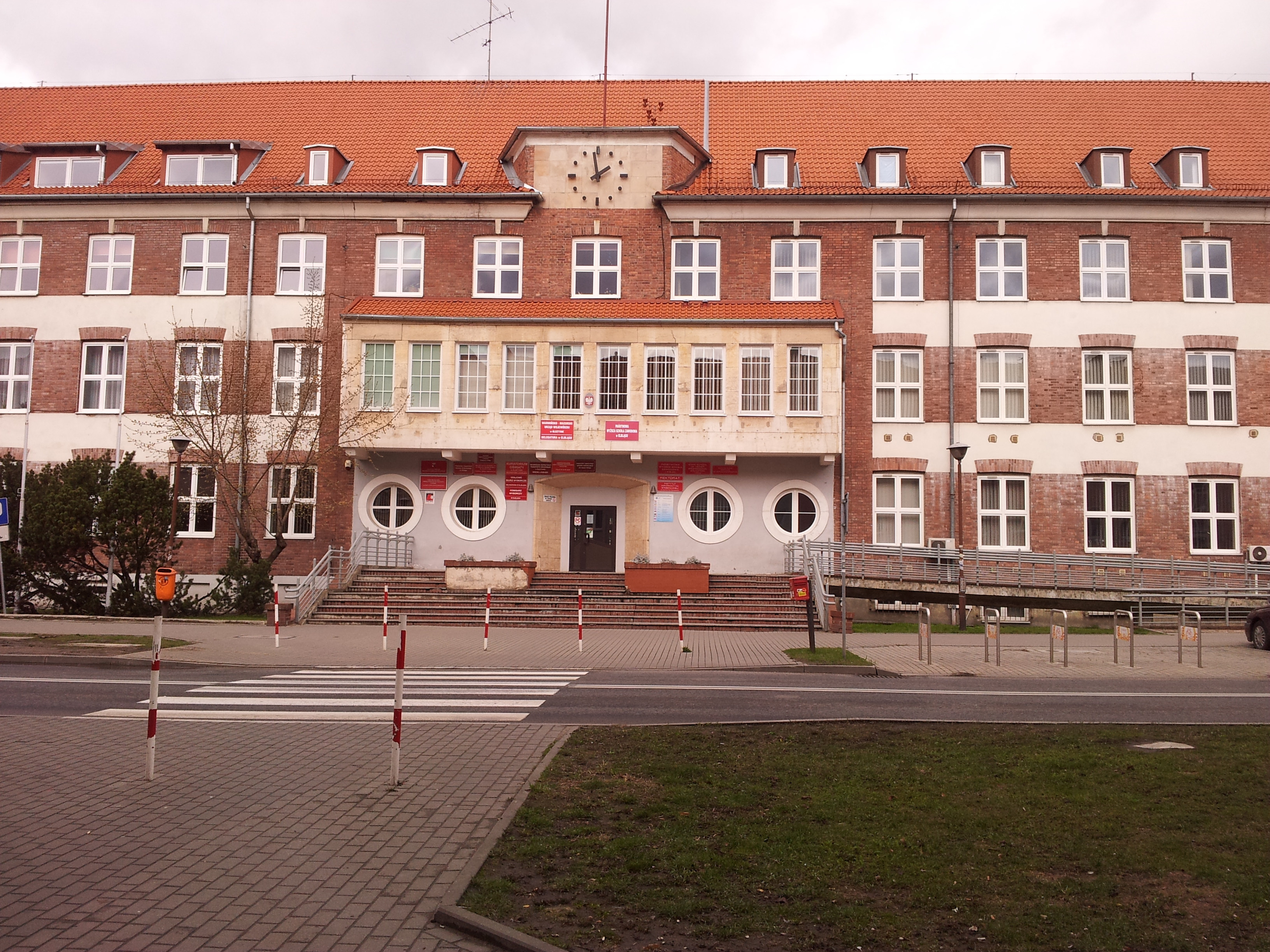
Państwowa Wyższa Szkoła Zawodowa w Elblągu

### Uczelnie publiczne
- Uniwersytet Warmińsko-Mazurski w Olsztynie
- Państwowa Wyższa Szkoła Zawodowa w Elblągu
- Akademia Policji w Szczytnie – uczelnia podlega MSWiA
- Uniwersytet Gdański – zamiejscowy ośrodek dydaktyczny w Elblągu (Wydział Nauk Społecznych)

### Uczelnie niepubliczne
- Elbląska Uczelnia Humanistyczno-Ekonomiczna
- Mazurska Szkoła Wyższa w Ełku
- Olsztyńska Szkoła Wyższa im. Józefa Rusieckiego
- Olsztyńska Wyższa Szkoła Informatyki i Zarządzania im. Tadeusza Kotarbińskiego
- Nauczycielskie Kolegium Języków Obcych „Regent College” w Elblągu
- Szkoła Wyższa im. Bogdana Jańskiego w Warszawie – Ośrodek zamiejscowy w Elblągu
- Szkoła Wyższa im. Pawła Włodkowica w Płocku, filia w Iławie
- Wyższa Szkoła Informatyki i Ekonomii TWP w Olsztynie
- Wyższa Szkoła Pedagogiczna TWP w Warszawie – Wydział Nauk Humanistyczno-Społecznych w Olsztynie.
- Wyższa Szkoła Finansów i Zarządzania w Białymstoku filia w Ełku
- Wszechnica Mazurska w Olecku
- Prywatna Wyższa Szkoła Zawodowa w Giżycku

### Seminaria duchowne
- Wyższe Seminarium Duchowne Metropolii Warmińskiej „Hosianum” w Olsztynie
- Wyższe Seminarium Duchowne Diecezji Elbląskiej w Elblągu
- Wyższe Seminarium Duchowne Diecezji Ełckiej w Ełku[21]

### Placówki naukowe
Instytuty naukowe:
- Instytut Mazurski w Olsztynie

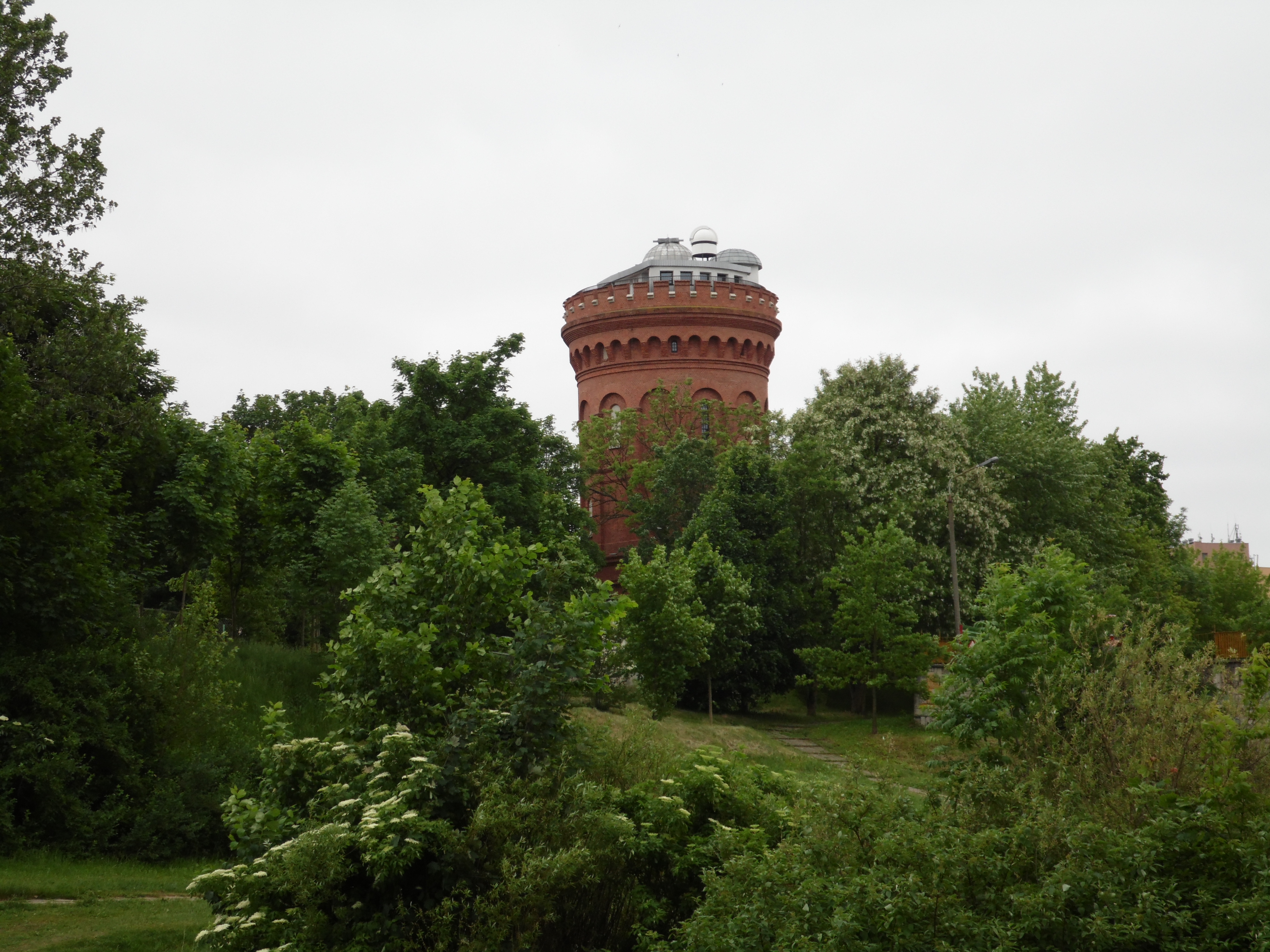
Obserwatorium Astronomiczne w Olsztynie

- Instytut Rybactwa Śródlądowego w Olsztynie i Giżycku
- Instytut Rozrodu Zwierząt i Badań Żywności PAN w Olsztynie

Stacje badawcze:
- Obserwatorium astronomiczne w Olsztynie
- Stacja Badawcza Instytutu Biologii Doświadczalnej PAN w Mikołajkach
- Stacja Badawcza Rolnictwa Ekologicznego i Hodowli Zachowawczej Zwierząt PAN w Popielnie
- Stacji Obserwacji Sztucznych Satelitów – Obserwatorium satelitarne w Lamkówku
- Stacja Limnologiczna UMK w Iławie
- Stacja Terenowa Uniwersytetu Warszawskiego w Sajzach (1978–2016)[22]
- Stacja Terenowa Wydziału Biologii UW w Urwitałcie[22]
- Stacja Hydrobiologiczna Wydziału Biologii UW w Pilchach[22]

## Bezpieczeństwo publiczne
W województwie warmińsko-mazurskim działa centrum powiadamiania ratunkowego, które znajduje się w Olsztynie i które obsługuje zgłoszenia alarmowe kierowane do numerów alarmowych 112, 997, 998 i 999.

## Gospodarka

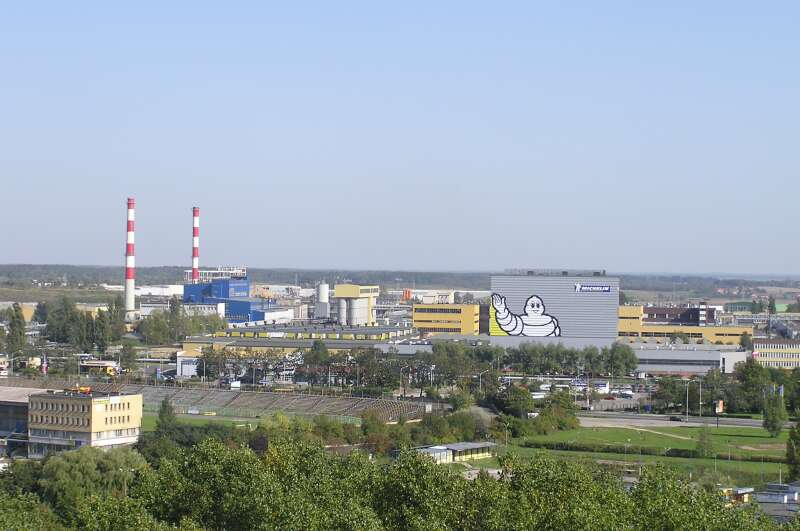
Fabryka opon Michelin w Olsztynie

W 2012 r. produkt krajowy brutto woj. warmińsko-mazurskiego wynosił 43,7 mld zł, co stanowiło 2,7% PKB Polski. Produkt krajowy brutto na 1 mieszkańca wynosił 30,1 tys. zł (71,7% średniej krajowej), co plasowało warmińsko-mazurskie na 13. miejscu względem innych województw.
Przeciętne miesięczne wynagrodzenie mieszkańca woj. warmińsko-mazurskiego w 3. kwartale 2011 r. wynosiło 3052,28 zł, co lokowało je na ostatnim miejscu względem wszystkich województw.
W końcu marca 2012 r. liczba zarejestrowanych bezrobotnych w województwie obejmowała ok. 114,5 tys. mieszkańców, co stanowi stopę bezrobocia na poziomie 21,1% do aktywnych zawodowo.
Według danych z 2011 r. 11,2% mieszkańców w gospodarstwach domowych woj. warmińsko-mazurskiego miało wydatki poniżej granicy ubóstwa skrajnego (tzn. znajdowało się poniżej minimum egzystencji).
W 2010 r. produkcja sprzedana przemysłu w woj. warmińsko-mazurskim wynosiła 22,2 mld zł, co stanowiło 2,3% produkcji przemysłu Polski. Sprzedaż produkcji budowlano-montażowej w warmińsko-mazurskim wynosiła 4,5 mld zł, co stanowiło 2,8% tej sprzedaży Polski.

## Transport

### Transport drogowy

#### Drogi międzynarodowe
- trasa europejska E77 – w województwie na odcinku drogi krajowej nr 7
- trasa europejska E28 – w województwie na odcinku dróg krajowych nr 7 22 54

#### Drogi ekspresowe

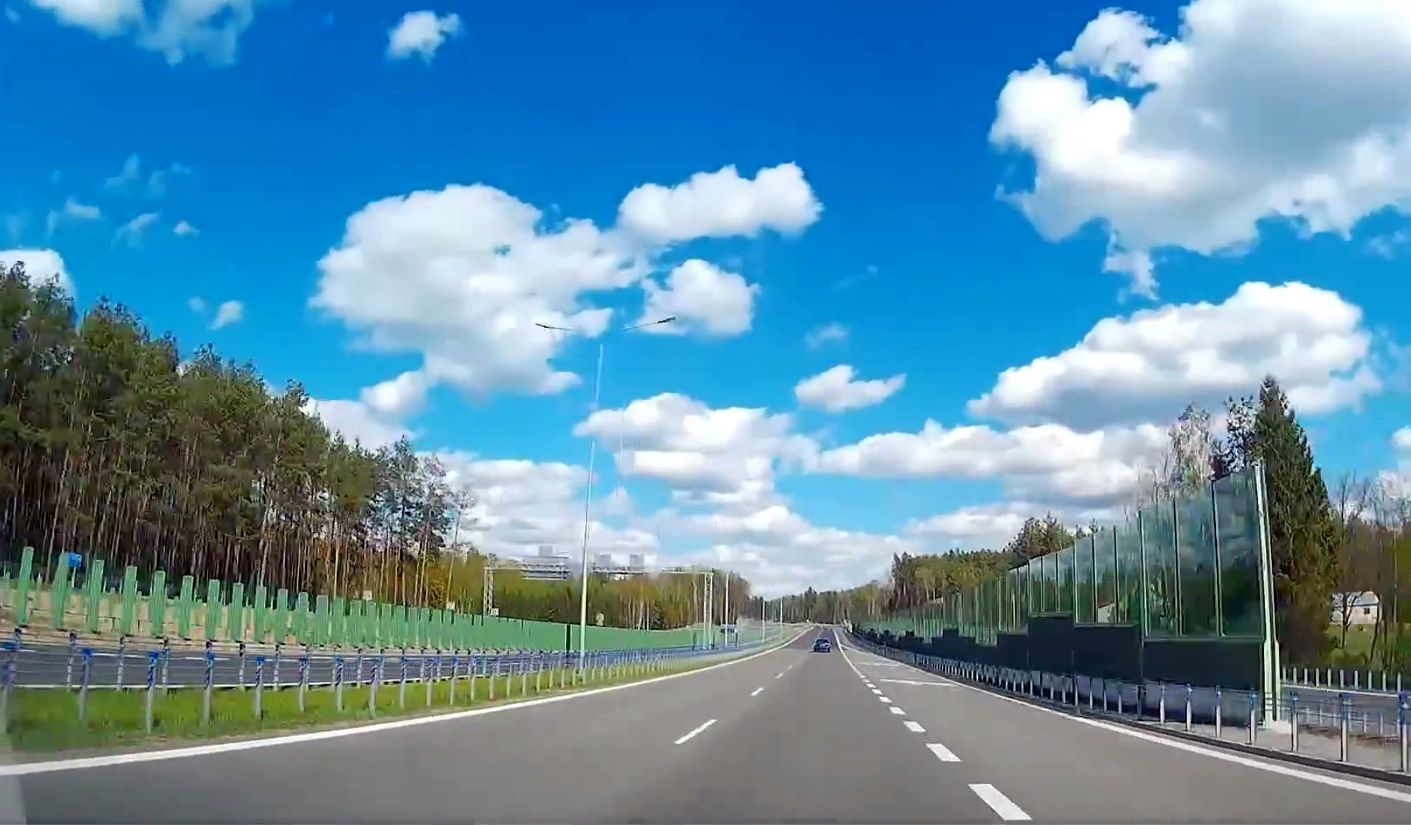
Droga ekspresowa S16

- S5 – Ostróda – Grudziądz – ... – Wrocław
- S7 – Gdynia – Elbląg – Olsztynek – Warszawa – ... – Rabka (Zabornia)
- S16 – Olsztyn – Mrągowo – Ełk – Knyszyn
- S22 – Elbląg – przejście granicz. Grzechotki
- S51 – Olsztyn – Olsztynek
- S61 – Ostrów Mazowiecka – Łomża – Ełk – przejście granicz. Budzisko

#### Drogi krajowe
- nr 7 – (Żukowo – Gdańsk) – Elbląg – Pasłęk – Miłomłyn – Ostróda – Olsztynek Nidzica – Warszawa – ... – Rabka-Zdrój – przejście granicz. Chyżne
- nr 15 – (Trzebnica – Gniezno – Inowrocław – Toruń – Brodnica) – Nowe Miasto Lubawskie – Lubawa – Ostróda
- nr 16 – (Dolna Grupa – Grudziądz – Łasin) – Kisielice – Iława – Ostróda – Olsztyn – Barczewo – Biskupiec – Mrągowo – Nikutowo – Mikołajki Orzysz – Ełk – (Augustów – przejście granicz. Ogrodniki )
- nr 22 –  przejście granicz. Grzechotki – Braniewo – Chruściel – Elbląg – (Malbork – ... – Gorzów Wielkopolski – Tudnica – przejście granicz. Kostrzyn nad Odrą )
- nr 51 – Olsztynek – Gryźliny – Stawiguda – Olsztyn – Dywity – Dobre Miasto – Lidzbark Warmiński – Plęsy – Bartoszyce – przejście granicz. Bezledy
- nr 53 – Olsztyn – Klewki – Pasym – Szczytno – Rozogi – Dąbrowy – (Myszyniec – Wydmusy – Kadzidło – Dylewo – Ostrołęka)
- nr 54 – Chruściel – Braniewo – przejście granicz. Gronowo
- nr 57 – Bartoszyce – Bisztynek – Biskupiec – Dźwierzuty – Szczytno – Wielbark – (Chorzele – Przasnysz – Maków Mazowiecki)
- nr 58 – Olsztynek – Zgniłocha – Jedwabno – Szczytno – Babięta – Stare Kiełbonki – Zgon – Ruciane-Nida – Pisz – Biała Piska – (Szczuczyn)
- nr 59 – Giżycko – Ryn – Mrągowo – Nikutowo – Piecki – Nawiady – Stare Kiełbonki – Spychowo – Rozogi
- nr 63 – Granica państwa  – Rudziszki – Węgorzewo – Giżycko – Orzysz – Pisz – (Kolno – Łomża – ... – przejście granicz. Sławatycze )
- nr 65 –  przejście granicz. Gołdap – Olecko – Ełk – Grajewo – Mońki – Białystok – przejście granicz. Bobrowniki

#### Drogi wojewódzkie
Łączna długość dróg wojewódzkich w województwie warmińsko-mazurskim wynosi 1870,250 km.
- nr 503 – Elbląg – Tolkmicko – Pogrodzie
- nr 504 – Elbląg – Pogrodzie – Braniewo
- nr 505 – Frombork – Młynary – Pasłęk
- nr 506 – Chruściel – Stare Siedlisko – Nowica
- nr 507 – Braniewo – Pieniężno – Orneta – Dobre Miasto
- nr 508 – Jedwabno – Wielbark
- nr 509 – Elbląg – Młynary – Drwęczno
- nr 510 – Pieniężno – Lelkowo – Granica państwa
- nr 511 – Olsztyn – Lidzbark Warmiński – Górowo Iławeckie – przejście granicz. Bezledy
- nr 512 – Szczurkowo – Bartoszyce – Górowo Iławeckie – Pieniężno
- nr 513 – Pasłęk – Orneta – Lidzbark Warmiński – Kiwity – Wozławki
- nr 515 – (Malbork – Dzierzgoń) – Susz
- nr 519 – (Stary Dzierzgoń) – Zalewo – Małdyty – Morąg
- nr 520 – (Prabuty) – Kamieniec
- nr 521 – (Kwidzyn – Prabuty) – Susz – Iława
- nr 522 – (Górki – Prabuty – Trumieje) – Sobiewola
- nr 526 – Pasłęk – Śliwica – (Lepno – Myślice – Przezmark)
- nr 527 – (Dzierzgoń) – Rychliki – Pasłęk – Morąg – Łukta – Olsztyn
- nr 528 – Orneta – Miłakowo – Morąg
- nr 530 – Ostróda – Łukta – Dobre Miasto
- nr 531 – Łukta – Podlejki
- nr 536 – Iława – Sampława
- nr 537 – Lubawa – Frygnowo – Pawłowo
- nr 538 – (Radzyń Chełmiński – Łasin) – Nowe Miasto Lubawskie – Uzdowo – Rozdroże
- nr 541 – Lubawa – Lidzbark – (Żuromin – Dobrzyń)
- nr 542 – Rychnowo – Działdowo
- nr 544 – (Brodnica) – Lidzbark – Działdowo – (Mława – Przasnysz – Ostrołęka)
- nr 545 – Działdowo – Nidzica – Jedwabno
- nr 590 – Barciany – Korsze – Reszel – Biskupiec
- nr 591 – Mrągowo – Kętrzyn – Barciany – Michałkowo – przejście granicz.
- nr 592 – Bartoszyce – Kraskowo – Kętrzyn – Giżycko
- nr 593 – Miłakowo – Dobre Miasto – Jeziorany – Lutry – Reszel
- nr 594 – Bisztynek – Robawy – Kętrzyn
- nr 595 – Jeziorany – Barczewo
- nr 596 – Mnichowo – Bęsia – Biskupiec
- nr 598 – Olsztyn – Butryny – Zgniłocha
- nr 600 – Mrągowo – Kałęczyn - Szczytno
- nr 601 – Babięta – Nawiady
- nr 604 – Nidzica – Wielbark
- nr 609 – Mikołajki – Ukta
- nr 610 – Piecki – Ruciane-Nida
- nr 642 – Sterławki Wielkie – Ryn – Woźnice
- nr 643 – Wilkasy – Olszewo
- nr 650 – Barciany – Węgorzewo – Banie Mazurskie – Gołdap
- nr 651 – Gołdap – Żytkiejmy – (Szypliszki – Sejny)
- nr 652 – Kowale Oleckie – (Suwałki)
- nr 653 – Sedranki – (Bakałarzewo – Suwałki – Poćkuny)
- nr 655 – Kąp – Wydminy – Olecko – (Raczki – Suwałki – Tartak)
- nr 656 – Staświny – Zelki – Ełk
- nr 661 – Cimochy – Kalinowo
- nr 667 – Nowa Wieś Ełcka – Drygały – Biała Piska

#### Drogowe przejścia graniczne
- Rosja: Gronowo-Mamonowo
- Rosja: Grzechotki-Mamonowo
- Rosja: Bezledy-Bagrationowsk
- Rosja: Gołdap-Gusiew

### Transport kolejowy

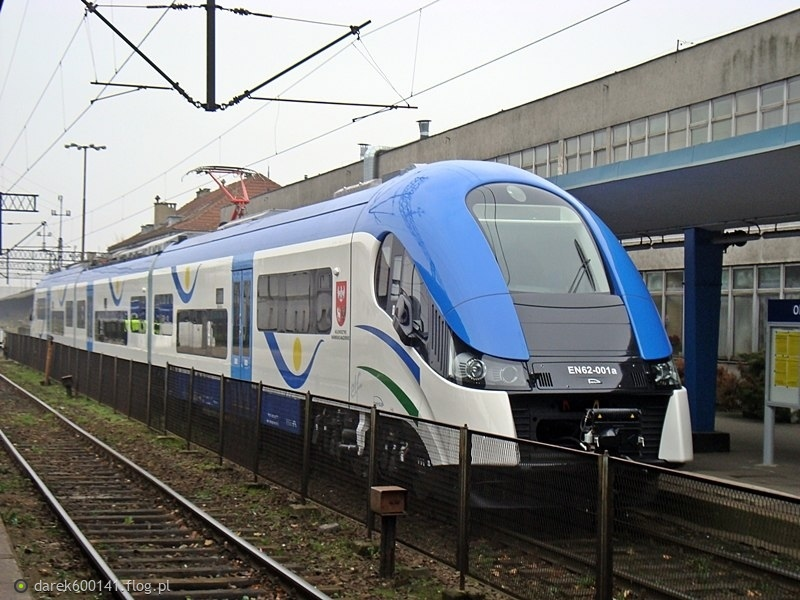
EN62 Elf na dworcu w Olsztynie

#### Tabor kolejowy
Województwo warmińsko-mazurskie jest właścicielem 12 pojazdów zakupionych przez Urząd Marszałkowski.
| Seria       | Typ   | Numery         | Liczba | Producent | Źródło        |
| ----------- | ----- | -------------- | ------ | --------- | ------------- |
| EN57ALc     | 5B/6B | 1785           | 1      | Pafawag   | [ 29 ]        |
| EN62 Elf    | 21WE  | 001            | 1      | Pesa      | [ 30 ]        |
| EN98 Impuls | 37WE  | 003            | 1      | Newag     | [ 30 ]        |
| SA106       | 214M  | 003, 008 ÷ 009 | 3      | Pesa      | [ 30 ] [ 31 ] |
| SA133       | 218Mc | 013 ÷ 018      | 6      | Pesa      | [ 30 ]        |

#### Kolejowe przejścia graniczne
- Braniewo-Mamonowo
- Głomno-Bagrationowsk
- Skandawa

### Transport wodny

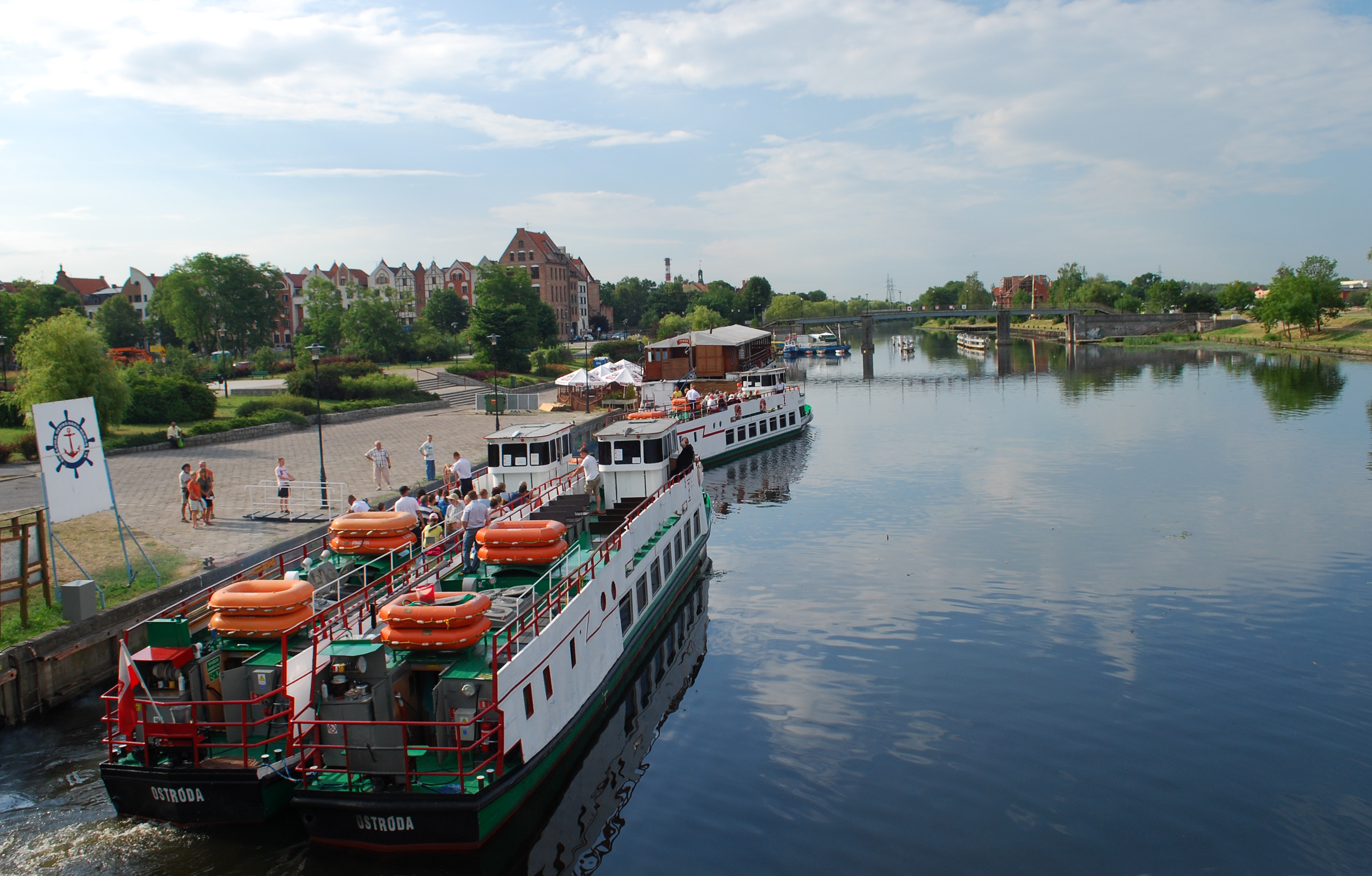
Statki w porcie morskim na rzece Elbląg

Na obszarze województwa warmińsko-mazurskiego znajdują się 4 porty morskie: port Elbląg, port Frombork, port Nowa Pasłęka, port Tolkmicko oraz 1 przystań morska w Suchaczu.
W województwie utworzono 2 morskie przejścia graniczne: Elbląg i Frombork.

### Transport lotniczy

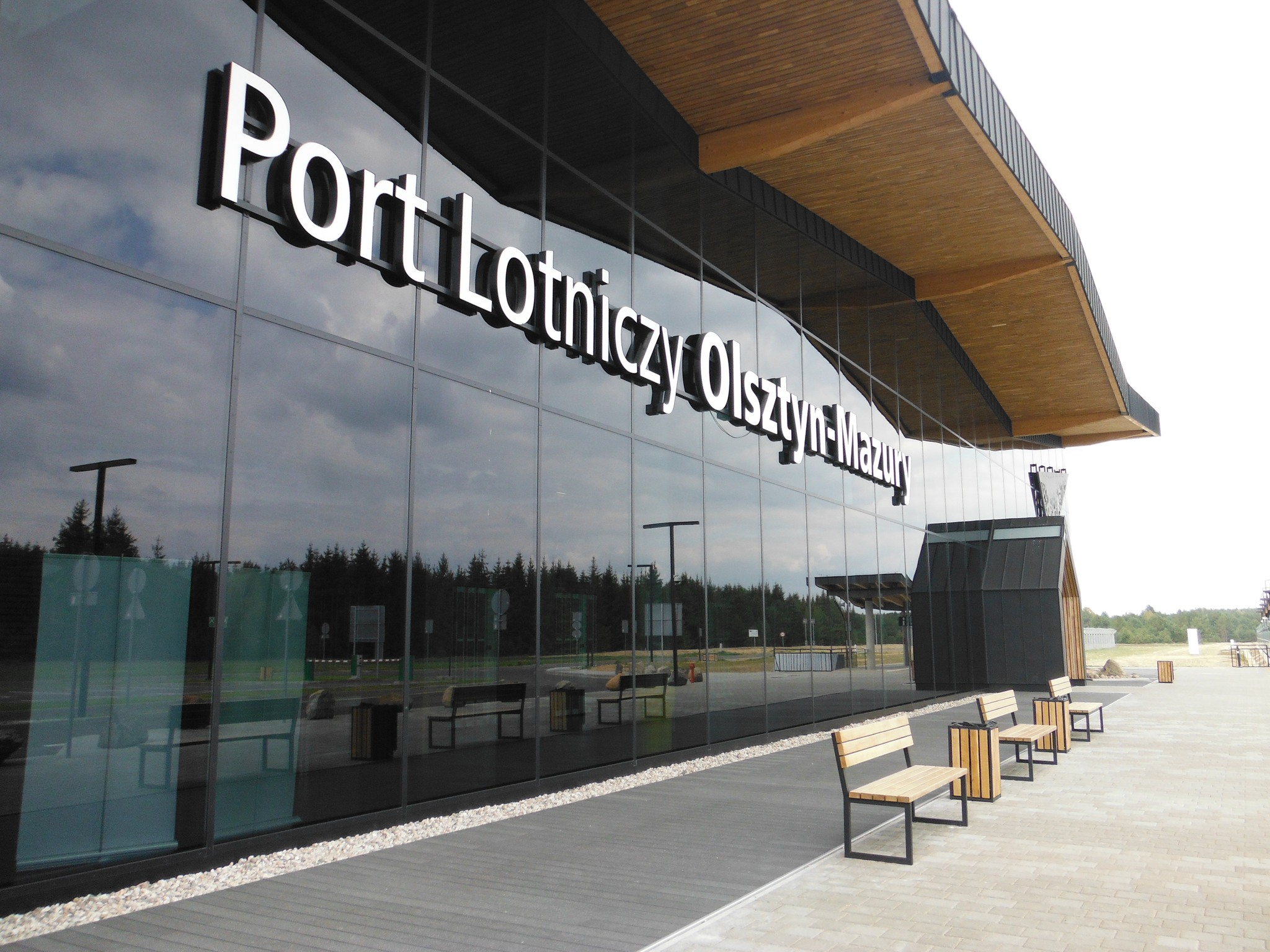
Port lotniczy Olsztyn-Mazury

- port lotniczy Olsztyn-Mazury (EPSY/SZY) – międzynarodowy port lotniczy koło Szczytna
- lotnisko Elbląg (EPEL/ZBG) – sportowe lotnisko w Elblągu
- lotnisko Olsztyn-Dajtki (EPOD/QYO) – sportowe lotnisko z nowo wybudowanym, oświetlonym asfaltobetonowym 800 m pasem w Olsztynie
- lotnisko Gryźliny (lotnisko Łańsk) – wielofunkcyjne lotnisko powojskowe/rządowe z trawiastym pasem 860 × 60 m koło Olsztynka
- lotnisko Olecko – lotnisko rekreacyjne
- lotnisko Kętrzyn-Wilamowo – sportowe lotnisko (poniemieckie wojskowe) koło Kętrzyna
- lotnisko Lidzbark – lotnisko powojskowe miało 46 ha, okolice Lidzbarka
- lotnisko Muszaki – nieczynne wojskowe lotnisko z 500 m asfaltowym pasem koło Nidzicy
- lotnisko Orneta – lotnisko powojskowe z 2000 m betonowym pasem koło Ornety
- lotnisko Rostki – dawna wojskowa baza lotnicza z zarośniętym trawą 2000 m pasem koło Orzysza
- lotnisko Wielbark – czynny, wojskowy drogowy odcinek lotniskowy koło Nidzicy[32][33]
- lotnisko Grajwo – lotnisko rekreacyjne koło Giżycka